# Washington Irving
Washington Irving (Manhattan, Nueva York, 3 de abril de 1783-Tarrytown, Westchester, Estado de Nueva York, 28 de noviembre de 1859) fue un escritor estadounidense del Romanticismo.

## Biografía

### Primeros años

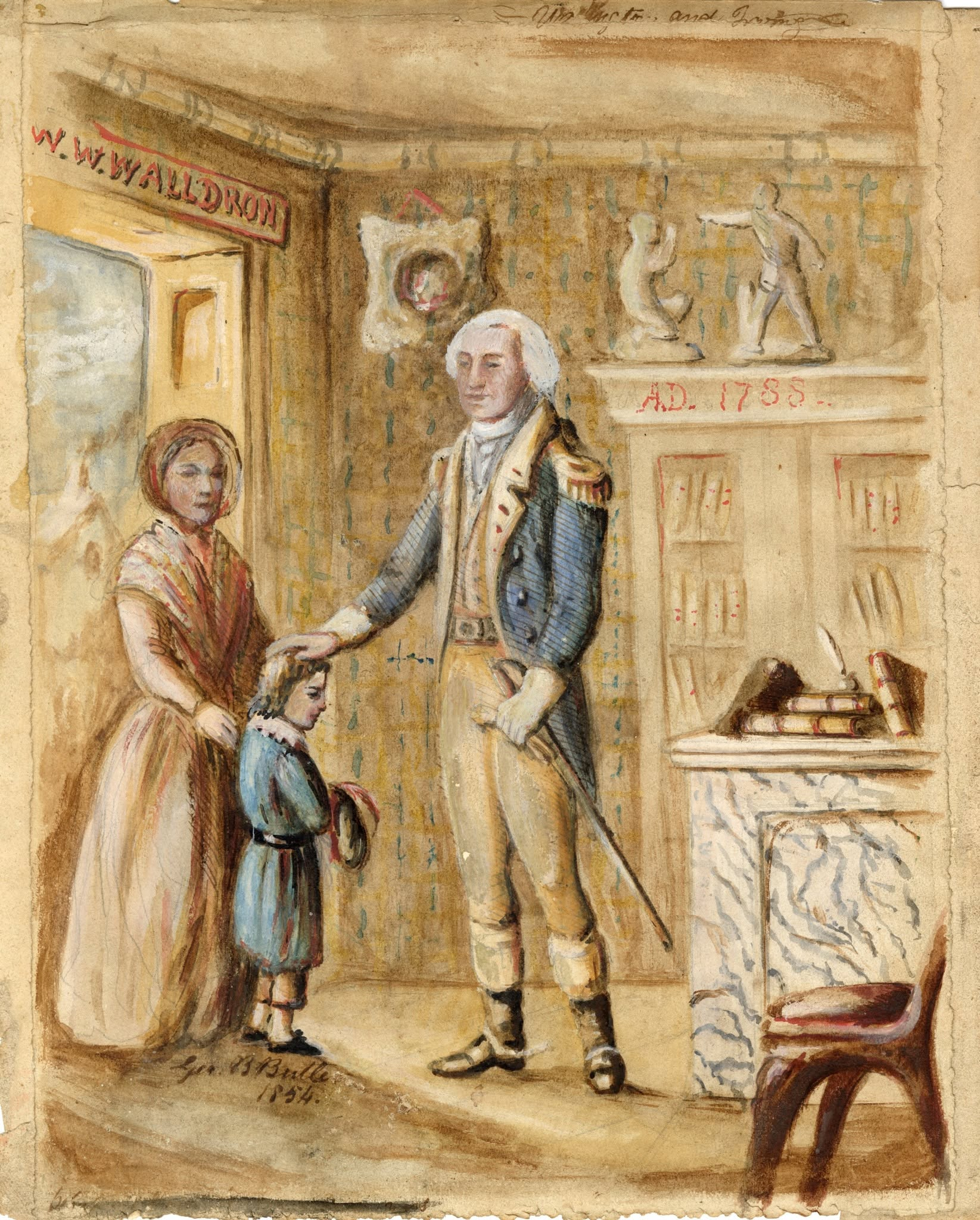
Cuadro del encuentro de Washington Irving con George Washington. George Bernard Butler Jr., 1854.

Su padre fue William Irving Sr., originario del pueblo de Quholm, en la isla de Shapinsay del archipiélago de las Orcadas, Escocia, Reino Unido. Su madre fue Sarah (nacida Saunders), originaria de la ciudad de Falmouth, región de Cornualles, Inglaterra. El padre fue suboficial en la Marina Real británica. Tuvieron once hijos, ocho de los cuales sobrevivieron hasta la edad adulta. Sus primeros dos hijos murieron en la infancia, ambos llamados William, al igual que su cuarto hijo, John. Sus hijos que sobrevivieron fueron William Jr. (1766), Ann (1770), Peter (1771), Catherine (1774), Ebenezer (1776), John Treat (1778), Sarah (1780) y Washington.
La familia de Irving se asentó en Manhattan, donde pasaron a pertenecer al grupo de los comerciantes. Washington nació el 3 de abril de 1783, la misma semana en la que los habitantes de Nueva York se enteraron del alto el fuego británico con el que acabó la Revolución Estadounidense. Su madre le llamó así por George Washington. Irving le conoció a los 6 años, cuando George Washington vivía en Nueva York después de su toma de posesión como presidente en 1789. El presidente bendijo al joven Irving. Irving conmemoró aquel encuentro con un cuadro que continúa en su casa.
Los Irving vivían en el número 131 de la calle William cuando Washington nació, pero se mudaron luego al número 128 de la misma calle. Varios hermanos de Irving pasaron a ser mercaderes en Nueva York y alentaron sus aspiraciones literarias, a menudo apoyándole financieramente en su carrera de escritor.
Irving era un estudiante desinteresado que prefería las historias de aventuras y el drama, y regularmente se escabullía de clase por las tardes para asistir al teatro cuando tenía 14 años. 
Desde niño le gustaba la lectura. Entre otros relatos, leyó la novela Robinson Crusoe y la historia de Simbad de Las mil y una noches.
Un brote de fiebre amarilla en Manhattan en 1798 llevó a su familia a enviarlo río arriba, donde se quedó con su amigo James Kirke Paulding en Tarrytown, Estado de Nueva York. Fue en Tarrytown donde se familiarizó con el pueblo cercano de Sleepy Hollow, Estado de Nueva York, con sus costumbres holandesas e historias locales de fantasmas. Hizo varios viajes por el río Hudson cuando era adolescente, incluyendo una visita prolongada a Johnstown, Estado de Nueva York, donde pasó por la región de las Montañas de Catskill, escenario de su cuento Rip van Winkle. «De todos los paisajes del Hudson», escribió Irving, «las Montañas de Catskill tuvieron el mayor efecto hechizador en mi imaginación infantil».
Trabajó en los bufetes de Henry Masterton (1798), Henry Brockholst Livingston (1801) y Josiah Ogde Hoffman (1802).
Irving empezó escribiendo cartas al periódico Morning Chronicle de Nueva York en 1802 cuando tenía 19, presentando comentarios sobre la escena social y teatral de la ciudad bajo el seudónimo Jonathan Oldstyle. El nombre evocaba su simpatía por las enseñanzas del Partido Federalista y fue el primero de muchos seudónimos que empleó en su carrera. Las cartas le dieron a Irving cierta fama y algo de notoriedad. Aaron Burr, coeditor de Morning Chronicle, quedó impresionado y envió recortes de las cartas de Oldstyle a su hija Theodosia. Charles Brockden Brown viajó a Nueva York para contratar a Oldstyle para una revista literaria que estaba editando en Filadelfia.
Preocupados por su salud, los hermanos de Irving le pagaron un viaje por Europa de 1804 a 1806. Pasó por alto la mayoría de los sitios y localidades considerados esenciales para el desarrollo social de un joven, para consternación de su hermano William, que le escribió que le gustaba que su salud hubiera mejorado pero que no le complacía que pasase por Italia dejando a Florencia a un lado y a Venecia al otro. En cambio, Irving perfeccionó sus habilidades sociales y de conversación, lo que le convirtió en un invitado muy solicitado. «Me esfuerzo por llevar las cosas como vienen con alegría», escribió Irving, «y cuando no puedo tener una cena a mi gusto, me esfuerzo por tener gusto para adaptar mi cena».

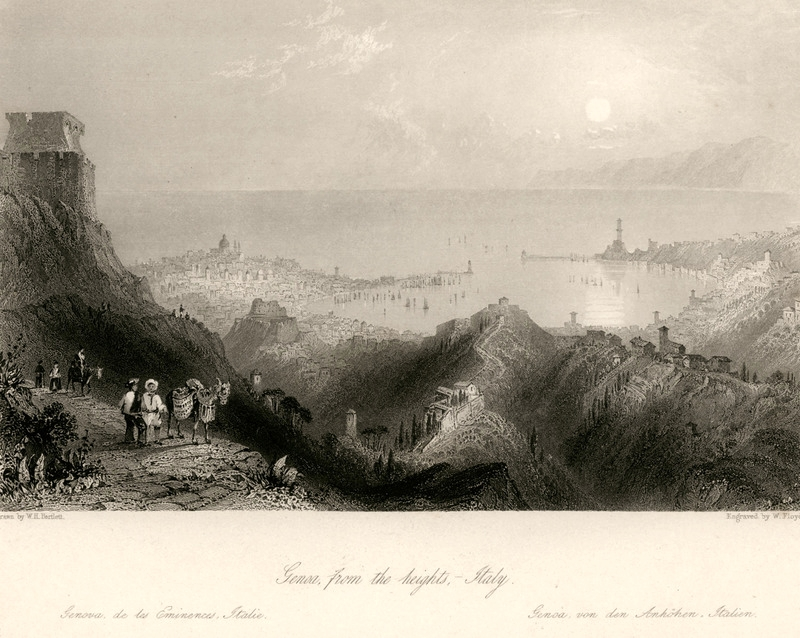
La costa de Génova. George Newenham Wright. 1849.

El barco zarpó de Nueva York y pasó por la costa norte de España, pasando por el Cabo de Peñas y recorriendo el golfo de Vizcaya. Luego llegó a Francia, donde Napoleón Bonaparte se acababa de proclamar emperador. Recorrió el estuario de Gironda y llegó a Burdeos. Le agradó mucho el río Garona. Pasó por Meze, Montpellier, Nimes, Aviñón, Marsella y Niza. Luego pasó a Italia. En Génova tomó un barco a Mesina, Sicilia. Por el camino divisó las islas de Gorgona, Capraia y Elba. En Mesina vio la flota del almirante británico Horatio Nelson. Luego pasó por Siracusa y Catania. En febrero de 1805 fue a Palermo y en marzo a Nápoles. El 27 de marzo llegó a Roma, donde estuvo también en abril, para la Semana Santa. Durante su estancia en Roma viajó también a Frascati y a Grottaferrata. Mientras visitaba Roma en 1805, entabló una amistad con el pintor Washington Allston. Estuvo persuadido de hacerse pintor, aunque finalmente llevaría una vida distinta.
Luego se marchó a París. De camino se encontró con un grupo de soldados franceses que se dirigían a Castiglione para celebrar la coronación de Napoleón Bonaparte como rey de Lombardía. Pasó por Umbría, Bolonia, Módena, Parma, Plasencia, Lodi y Milán. En Suiza pasó por Lucerna, Zúrich y Basilea. Pasó por Alsacia y llegó a París el 24 de mayo. Luego llegó a Róterdam, Países Bajos. Allí embarcó a Gravesend. Desde allí se dirigió a Londres.

### Los primeros de sus principales escritos

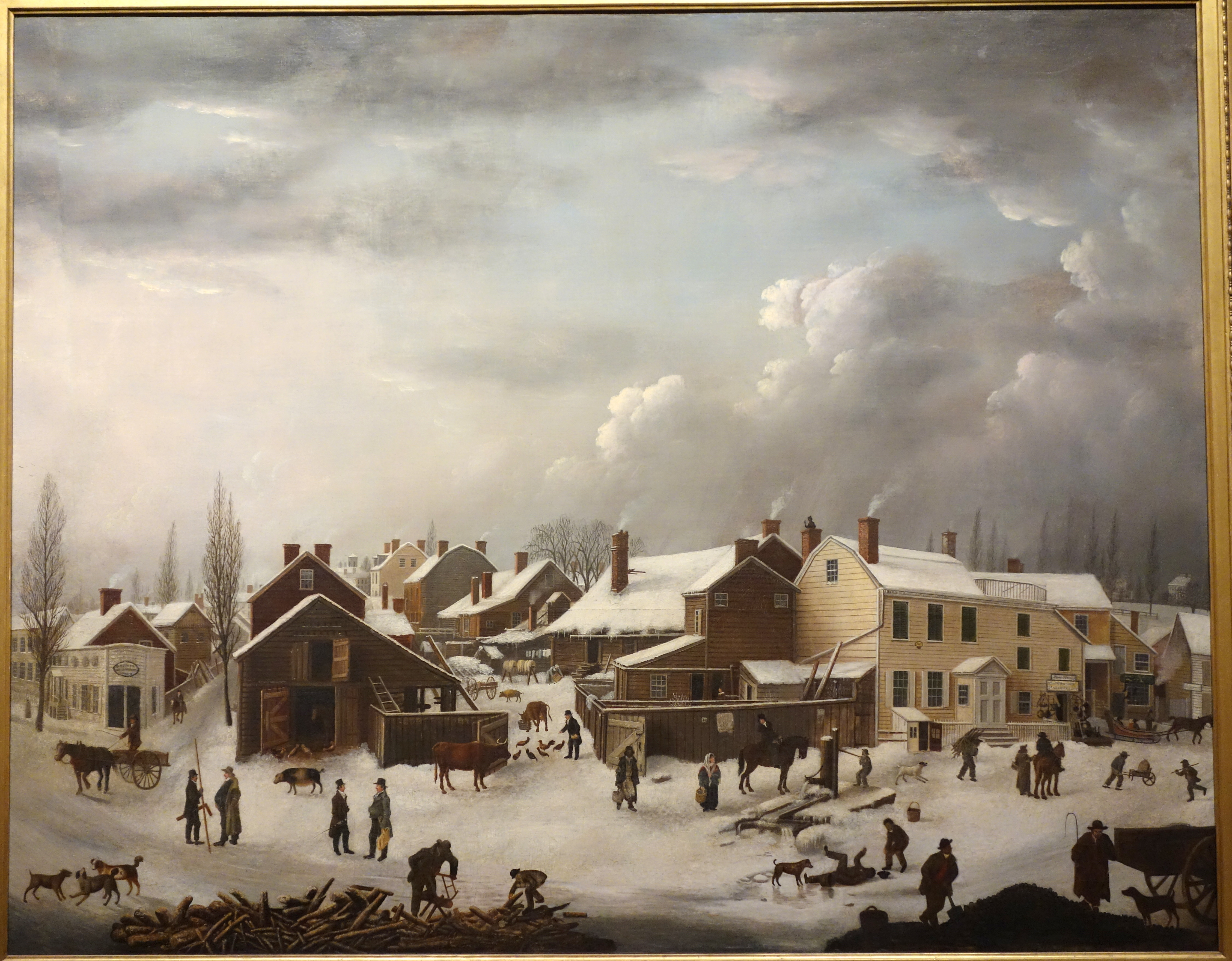
Escena invernal en Brooklyn. Francis Guy. Nueva York. 1819-1820. Museo Brooklyn de Nueva York, Estados Unidos de América.

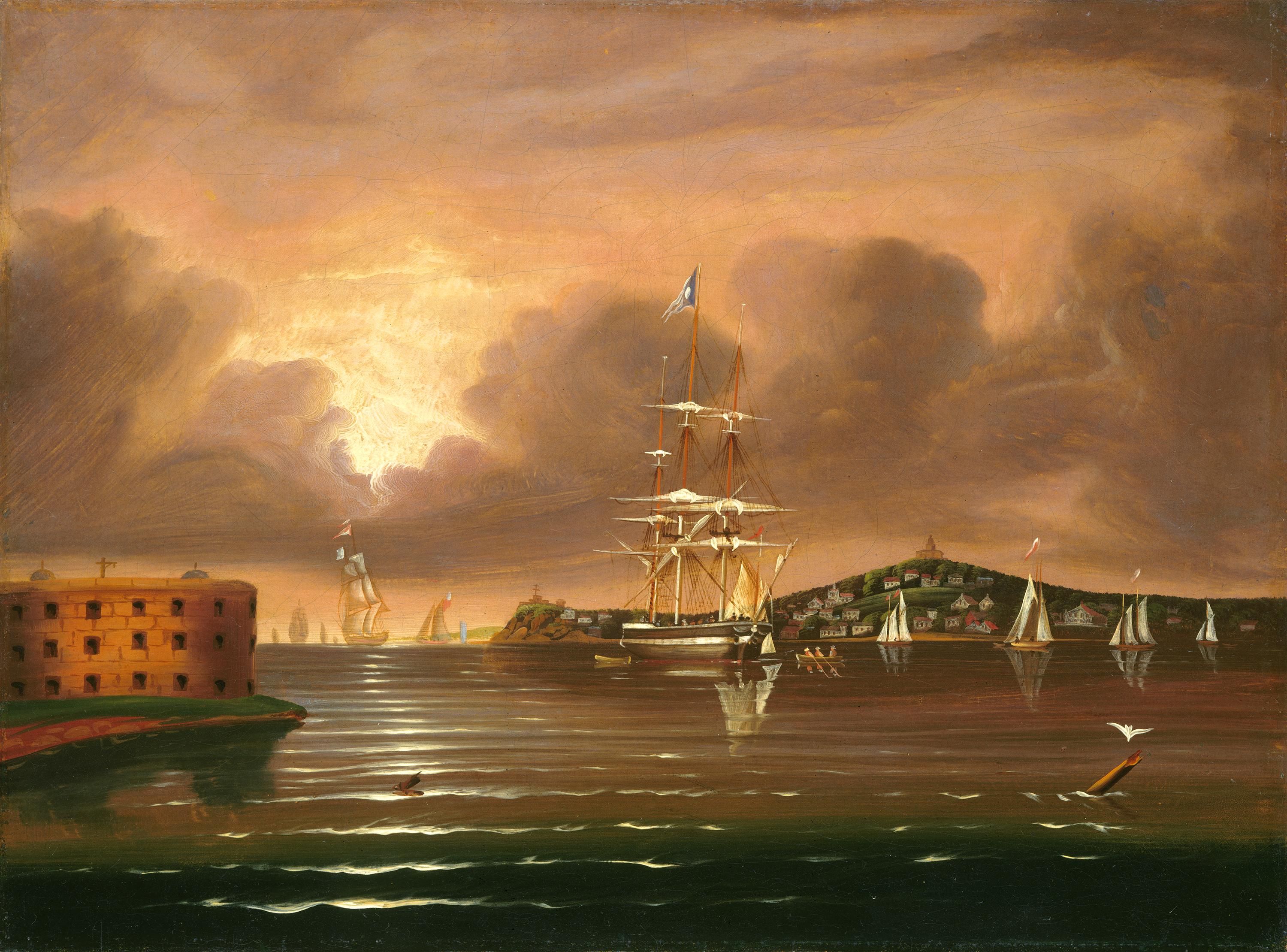
La bahía de Nueva York a mediados del. Thomas Chambers. Galería Nacional de Arte. Washington D. C., Estados Unidos de América.

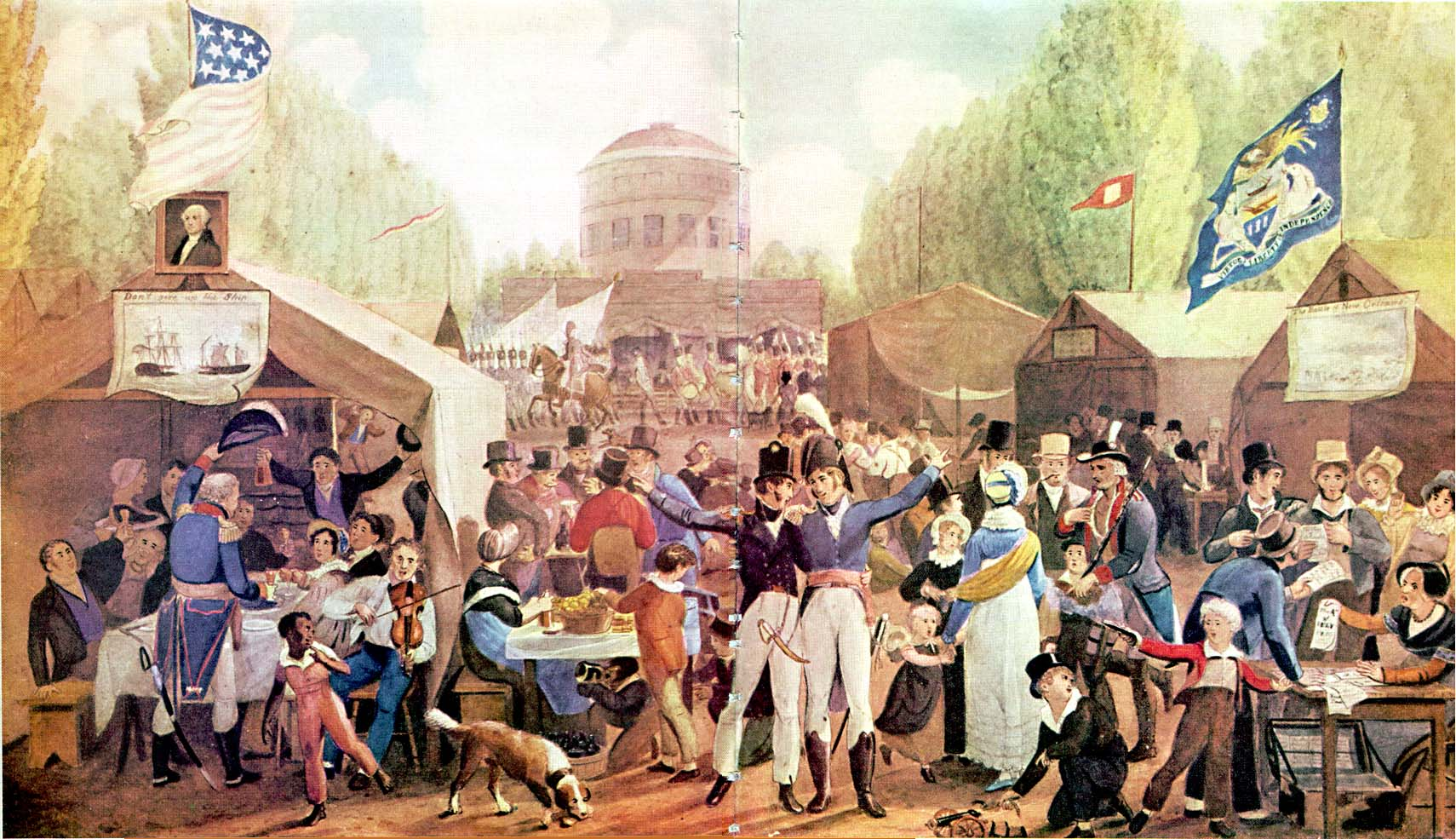
Celebración del 4 de julio, Día de la Independencia de los Estados Unidos de América, en Filadelfia. 1819.

Irving regresó de Europa para estudiar derecho con su mentor legal, el juez Josiah Ogden Hoffman, en Nueva York. No fue un estudiante muy bueno y aprobó por poco el examen del colegio de abogados en 1806. Comenzó a socializar con un grupo de jóvenes literatos a los que llamaba los «Muchachos de Kilkenny» y creó la revista de literatura Salmagundi en enero de 1807 con su hermano William y su amigo James Kirke Paulding. Escribió con varios seudónimos, como William Wizard y Launcelot Langstaff. Irving ridiculizó la cultura y la política de Nueva York de forma similar a como lo hace actualmente la revista Mad. Salmagundi tuvo algo de éxito, difundiendo el nombre de Irving y su reputación más allá de Nueva York. Le dio a Nueva York el apodo de «Gotham» en el número 17, del 11 de noviembre de 1807. Es una palabra anglosajona que significa «ciudad gótica».
En 1809 se hizo miembro de la Sociedad Histórica de Nueva York.
Irving escribió Una historia de Nueva York desde el principio del mundo hasta el final de la dinastía neerlandesa, por Diedrich Knickerbocker (1809). Entonces sufrió la pérdida de su prometida de 17 años, Matilda Hoffman. Fue el primero de sus principales libros. Era una sátira sobre la historia local y la política contemporánea. Antes de su publicación, Irving elaboró un engaño al colocar una serie de anuncios en los periódicos de Nueva York en busca de información sobre un tal Diedrich Knickerbocker, rudo historiador neerlandés que presuntamente había desaparecido de su hotel en Nueva York. Como parte del engaño, colocó un aviso del propietario del hotel informando a los lectores de que, si el señor Knickerbocker no regresaba al hotel para pagar su factura, publicaría un manuscrito de Knickerbocker que se había dejado.
Los lectores desprevenidos siguieron la historia de Knickerbocker y su manuscrito con interés, y algunos funcionarios de la ciudad de Nueva York estaban lo suficientemente preocupados por el historiador desaparecido como para ofrecer una recompensa por su regreso seguro. Irving publicó el 6 de diciembre de 1809 este libro, Una historia de Nueva York, bajo el seudónimo de Knickerbocker, con éxito inmediato de crítica y de público.«Conectó con el público», comentó Irving. , «y me dio celebridad, ya que fue una obra original fue algo notable y poco común en América».
La palabra «knickerbocker» hace referencia a un pantalón usado por los colonos neerlandeses. En la actualidad, Knickerbocker ha pasado a ser un apodo para los neoyorkinos en general. Fue adoptado por el equipo de béisbol New York Knickerbockers y por el equipo de baloncesto New York Knickerbockers, conocido por la abreviatura New York Knicks.
Tras el éxito de Una historia de Nueva York, Irving pasó a ser editor de Analectic Magazine, donde escribió biografías de héroes navales como James Lawrence y Oliver Perry. También estuvo entre los primeros editores de revistas que volvió a publicar el poema Defensa del Fuerte McHenry de Francis Scott Key, que fue inmortalizado como el himno La bandera adornada de estrellas (The Star-Spangled Banner). Ivirgin se opuso inicialmente a la Guerra de 1812, al igual que otros comerciantes, pero el ataque británico a Washington D. C. de 1814 le convenció para alistarse. Sirvió en las tropas de Daniel Tompkins, gobernador de Nueva York y comandante de la Milicia del Estado de Nueva York, pero su grupo no llegó a entrar en combate, aunque participó en una misión de reconocimiento en la región de los Grandes Lagos.
El 13 de julio de 1815, cuando vivía en Filadelfia, se hizo miembro de la Sociedad de Anticuarios Estadounidense.
La guerra fue desastrosa para muchos comerciantes estadounidenses, incluyendo la familia de Irving, y se fue a Inglaterra a mediados de 1815 para ayudar a la empresa comercial de la familia. Permanenció en Europa los siguientes 17 años.
Llegó a Liverpool, donde estaba su hermano Peter Irving. Durante esta etapa estuvo en Londres, Birmingham, hizo una ruta por Gales y estuvo en Buxton. En Reino Unido conoció a los famosos escritores Thomas Campbell, sir Walter Scott y Thomas Moore.

### Vida en Europa

#### Libro de bosquejos

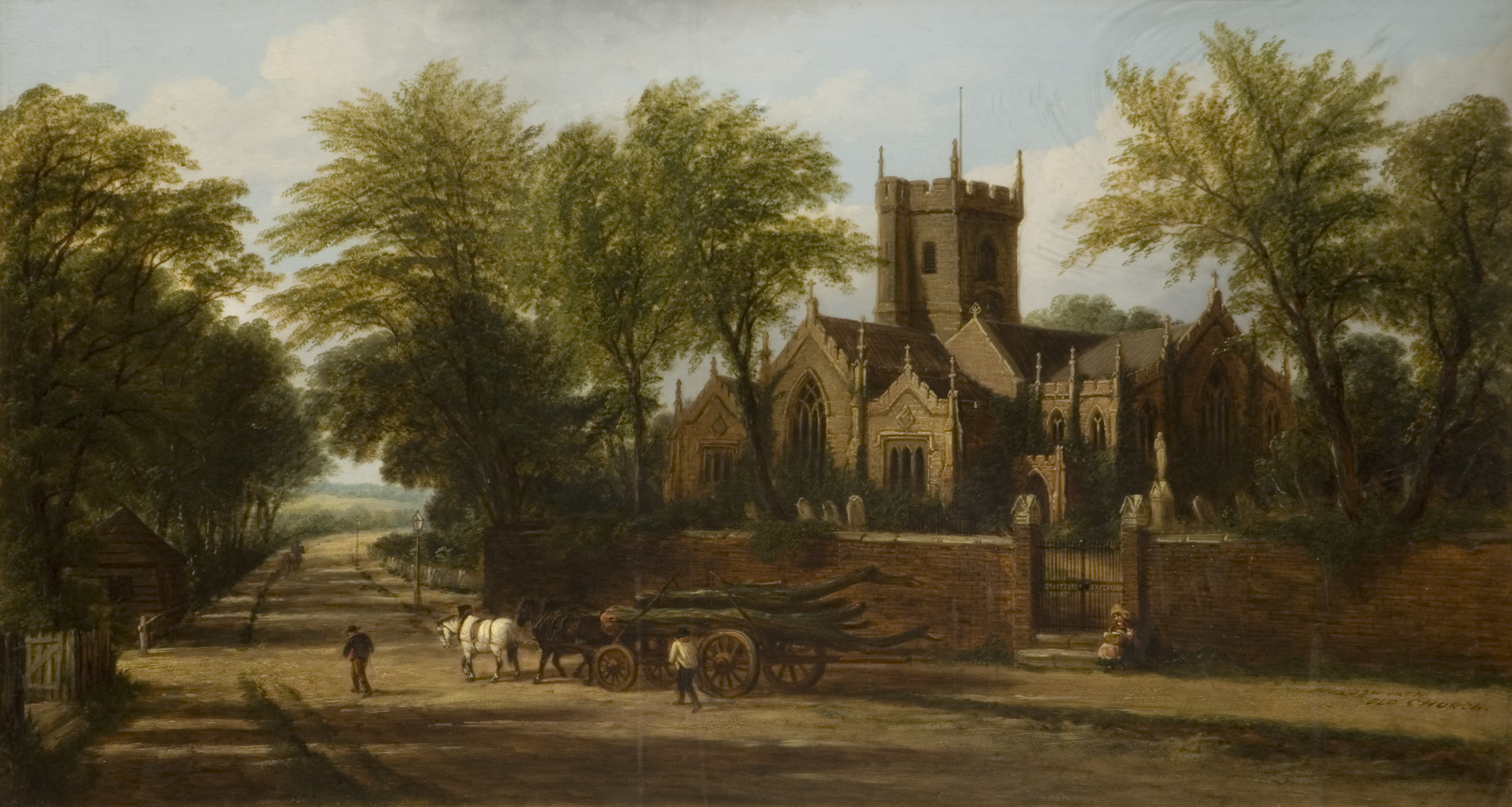
Iglesia de Santa María, a las afueras de Birmingham. 1854.

Irving pasó los siguientes dos años tratando de rescatar financieramente a la empresa familiar, pero finalmente tuvo que declararse en bancarrota. Sin perspectivas laborales, continuó escribiendo entre 1817 y 1818. En el verano de 1817, visitó a Walter Scott, comenzando con él una larga relación profesional y de amistad.

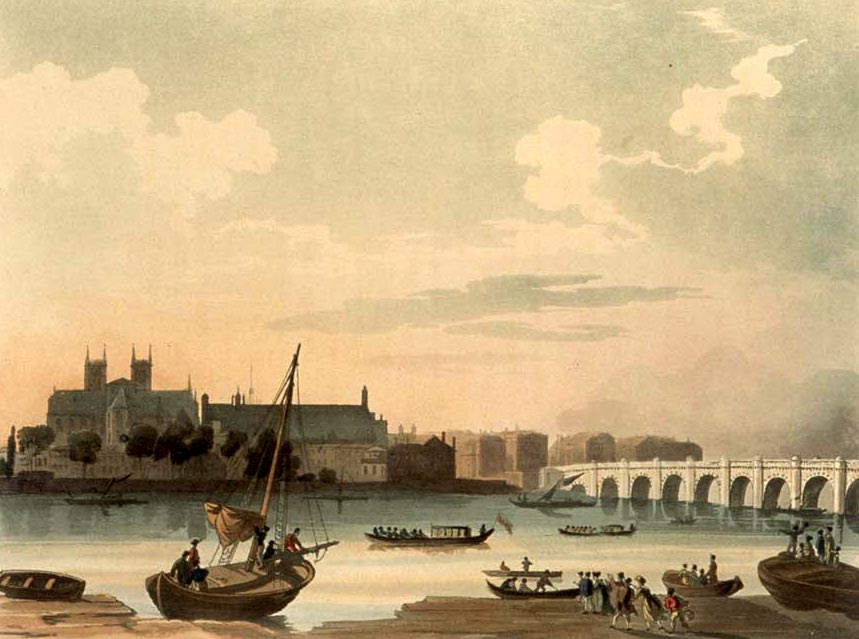
Westminster, Londres, en 1810.

Irving escribió la historia breve Rip Van Winkle durante la noche, mientras estaba con su hermana Sarah y el marido de esta, Henry van Wart, en Birmingham, Inglaterra, un lugar que le inspiró también otras obras. En octubre de 1818, su hermano William consiguió para Irving un cargo como secretario jefe de la Marina de los Estados Unidos y le dijo que regresase. Irving rechazó la oferta, optando por quedarse en Inglaterra para continuar su carrera de escritor.
En la primavera de 1819, Irving envió a su hermano Ebenezer en Nueva York un conjunto de textos en prosa y le pidió que fuesen publicados como El libro de bosquejos de Geoffrey Crayon, Gent.. Fueron publicados en Nueva York entre 1819 y 1820 en siete entregas y en Londres en dos volúmenes. La primera entrega era Rip Van Winkle, que tuvo un enorme éxito inicial. Finalmente, todas las historias fueron igualmente exitosas. La leyenda de Sleepy Hollow estaba en la sexta entrega de la edición neoyorkina y en el segundo volumen de la edición londinense.
Rip Van Winkle trata de un hombre que duerme durante 20 años en las Montañas de Catskill, acostándose en la época colonial de Jorge III y despertándose después de la Revolución Estadounidense. Esto parece estar inspirado en los siete durmientes de Éfeso. La leyenda de Sleepy Hollow, también conocida como La leyenda del jinete sin cabeza, fue llevada al cine por Tim Burton en 1999.
Al igual que muchos autores de su época, Irving luchó contra los contrabandistas literarios. En Inglaterra, algunas de sus obras eran reimpresas en periódicos sin su permiso, una práctica legal, ya que no existían leyes de derechos de autor en aquel entonces. Para prevenir esto en Gran Bretaña, Irving pagó para que John Miller publicara las primeras cuatro entregas estadounidenses en un solo volumen en Londres.

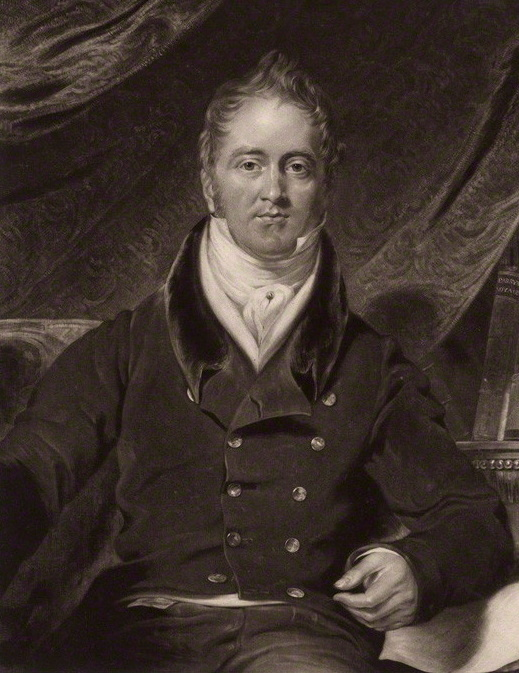
El editor John Murray.

Irving pidió a Walter Scott que le ayudase a encontrar a un editor de mayor reputación para el resto del libro. Scott recomendó a Irving a su propio editor, el poderoso editor John Murray, de Londres, que aceptó publicar El libro de bosquejos. A partir de entonces, Irving publicaría simultáneamente en los Estados Unidos y Gran Bretaña para proteger sus derechos de autor, con Murray como su editor en Inglaterra.
La reputación de Irving se disparó y, durante los siguientes dos años, llevó una vida social activa en París y Gran Bretaña, donde a menudo fue agasajado como algo extraordinario de la literatura, por ser estadounidense y aportar tanto a la literatura anglosajona.
En Londres conoció también pintor David Wilkie, con el que entabló una gran amistad. Entre sus amigos comunes estaban los pintores Andrew Wilson y Charles Robert Leslie.
En Londres participó en la tertulia de Lord Holland, en la que conoció a José María Blanco White.

### Bracebridge HalleHistorias de un viajero
Con Irving y el editor John Murray ansiosos por continuar con un éxito como el de El libro de bosquejos, Irving pasó gran parte de 1821 viajando por Europa en busca de nuevo material, leyendo ampliamente en cuentos populares holandeses y alemanes. Pasó una etapa bloqueado como escritor y deprimido por la muerte de su hermano William, en la cual Irving trabajó lentamente. Finalmente, entregó un manuscrito completo a Murray en marzo de 1822. El libro fue Bracebridge Hall o Los humoristas, un popurrí, una interpretación libre del ambiente de la casa de Aston Hall, donde habitaban miembros de la familia Bracebridge, cerca de la casa de su hermana en Birmingham. Fue publicado en junio de 1822.
El estilo de Bracebridge Hall era similar al de El libro de bosquejos, con Irving, como Crayon, narrando una serie de más de cincuenta historias breves poco relacionadas entre sí y ensayos. Aunque algunos que lo reseñaron pensaron que Bracebridge Hal era una imitación de El libro de bosquejos, el libro fue bien recibido por los lectores y los críticos. «Hemos recibido tanto placer de este libro», escribió el crítico Francis Jeffrey en Edinbourh Review, «que creemos obligados como agradecimiedimiento [...] a hacer un reconocimiento público de ello». Irving estuvo satisfecho por la recepción de la obra, que hizo mucho para consolidar su reputación entre los lectores europeos.

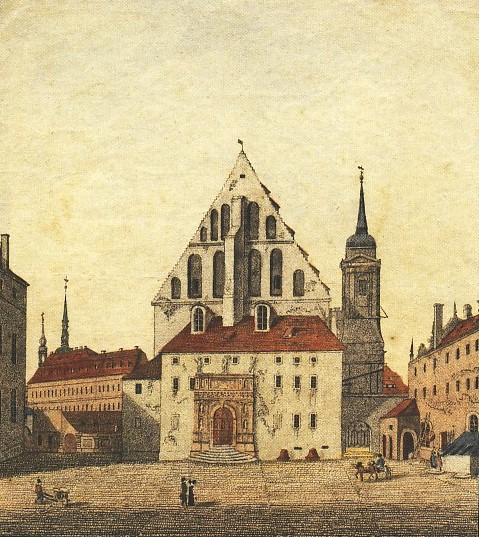
La Iglesia de Santa Sofía de Dresde. Johann Franke. 1800.

Lidiando contra el bloqueo como escritor, Irving viajó a Alemania y se estableció en Dresde en el invierno de 1822. Aquí deslumbró a la Familia Real y se juntó con la señora Amelia Foster, una estadounidense que vivía en Dresde con sus cinco hijos. Irving se sintió particularmente atraído por la hija de esta, Emily, de 18 años, y le pidió que se casase con él. Emily finalmente rehusó su oferta de matrimonio en la primavera de 1823.

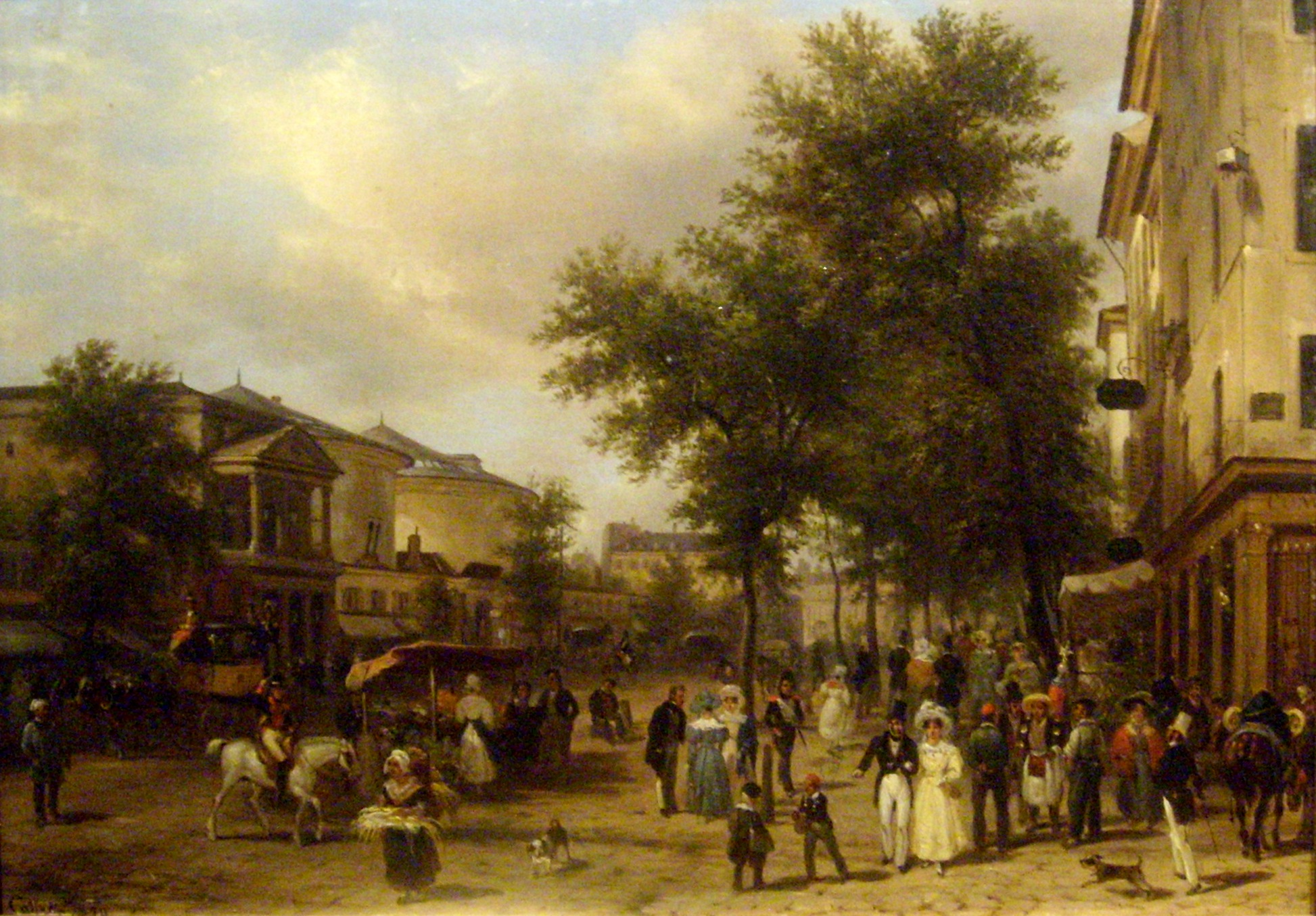
El Boulevard Montmartre de París en 1830.

Regresó a París y empezó a colaborar con el dramaturgo John Howard Payne en la traducción de libros de obras de teatro francesas al inglés, con escaso éxito. Gracias a Payne, también conoció a la novelista Mary Wollstonecraft Shelley, que se interesó en tener un romance con él, aunque Irving la rechazó.
En agosto de 1824, Irving publicó la colección de ensayos Historias de un viajero, incluyendo la historia corta El diablo y Tom Walker, con el seudónimo de Geoffrey Crayon. Irving le dijo a su hermana: «creo que aquí hay algunas de las mejores cosas que he escrito». Aunque el libro se vendió bien, tanto el libro como su autor recibieron la desaprobación de los críticos. La United States Literary Gazette escribió: «El público estaba acostumbrado a esperar mejores cosas», mientras que el New-York Mirror dijo que Irving estaba «sobrevalorado». Herido y deprimido por la recepción del libro, Irving se retiró a París, donde pasó el siguiente año preocupándose por las finanzas y escribiendo ideas para proyectos que nunca se materializaron.
En París se volvió a encontrar con el pintor David Wilkie en el Museo del Louvre.

### Libros de España

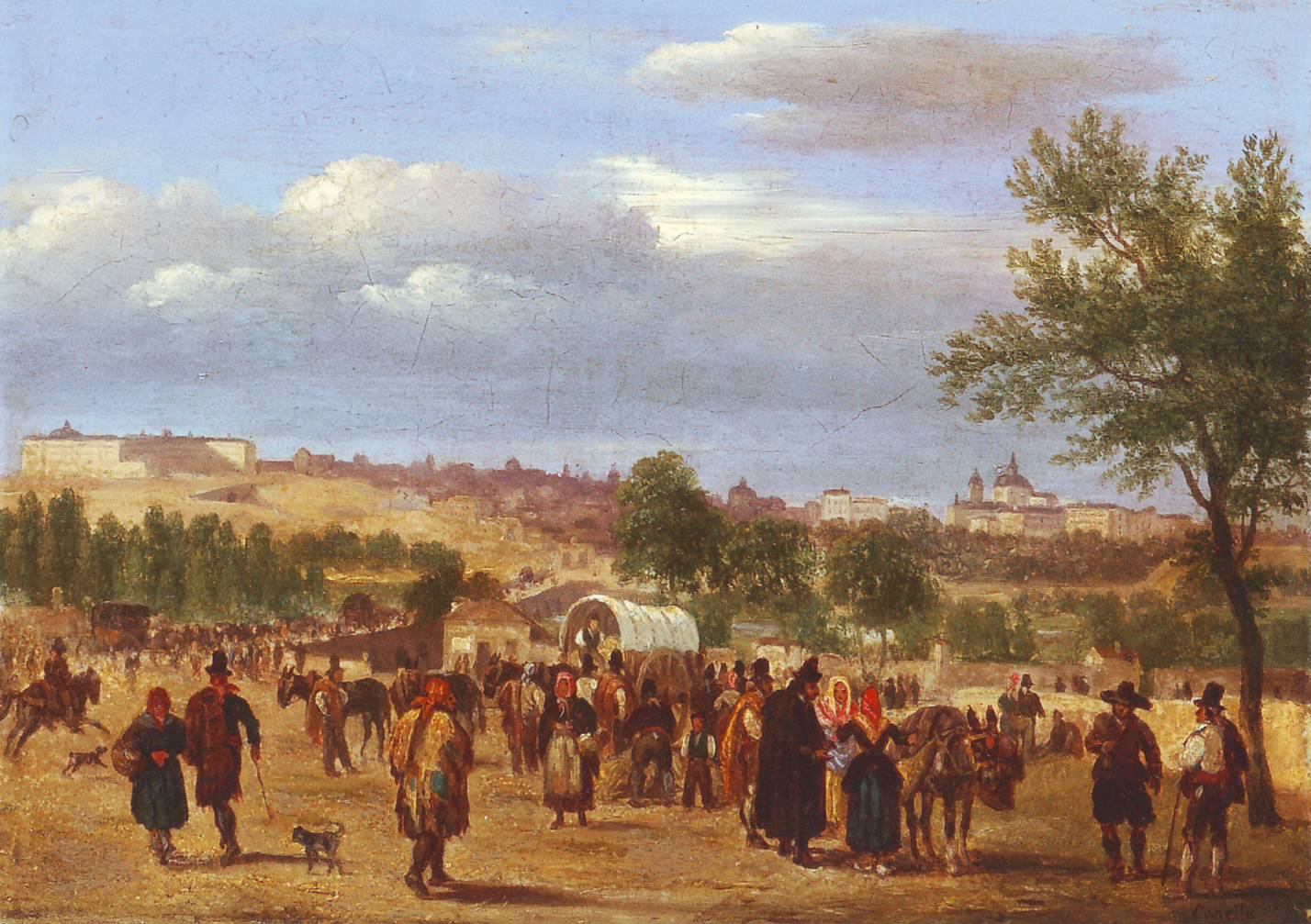
Pradera de San Isidro. 1823. Museo de Historia de Madrid.

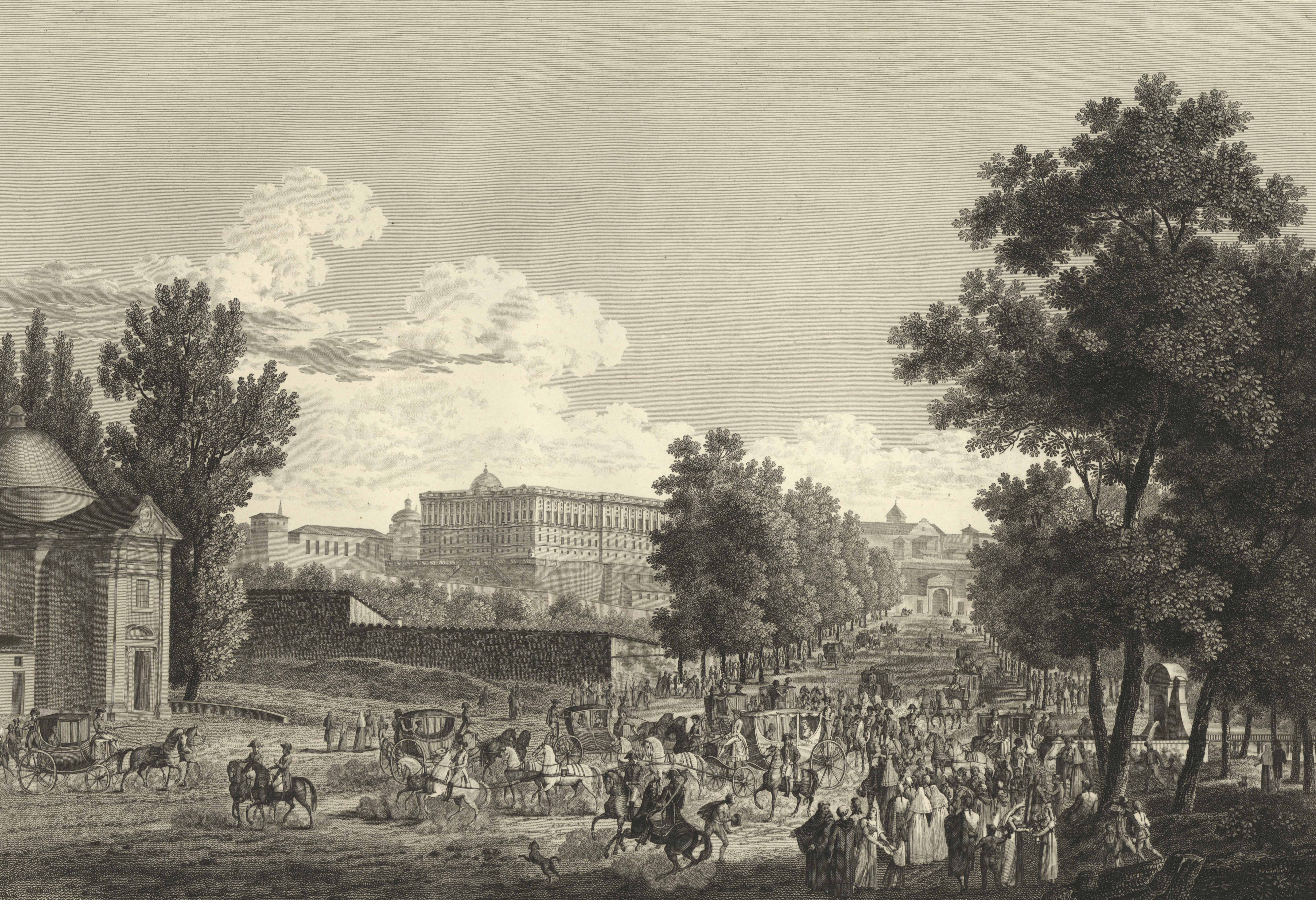
La Florida, Madrid, a comienzos del.

En el verano de 1825 conoció en París a Alexander Hill Everett, de Boston, que posteriormente fue nombrado por el presidente John Quincy Adams embajador en España.
Irving recibió una carta de Alexander Hill Everett del 30 de enero de 1826 invitándole a reunirse con él en Madrid.
Fue agregado en la Embajada de Estados Unidos en España, con la misión de traducir al inglés una colección de documentos sobre Cristóbal Colón que el historiador y marino Martín Fernández de Navarrete había empezado a publicar.
Realizó el viaje con su hermano Peter. El 10 de febrero pasaron por Burdeos y Roquefort. El día 11 de febrero pasaron por Bayona, San Juan de Luz y llegaron a Irún. El 12 salieron de Irún, pasaron por Vergara y llegaron a Vitoria. El 13 de febrero salieron de Vitoria y pasaron por Miranda de Ebro, Pancorbo, la comarca de Montes de Oca, Burgos y llegaron a Lerma. El 14 de febrero salieron de Lerma y pasaron por Aranda de Duero, pasaron el puerto de montaña de Somosierra, Buitrago del Lozoya y llegaron a un hospedaje de aquel entorno. Llegaron a Madrid el 15 de febrero de 1826.
En Madrid, Irving se puso a trabajar en aquel proyecto. Se alojó en la casa de Obadiah Rich, que tenía una gran biblioteca con muchos libros sobre España y América. Washington Irving, George Ticknor, profesor de la Universidad de Harvard, y William H. Prescott consultaron la colección de libros de Obadiah Rich para escribir sus obras.
Consideró el libro de Navarrete un conjunto de documentos que no interesarían a los lectores y, tras dos meses de trabajo, decidió escribir una obra biográfica sobre Colón. Para ello, se basó en la obra de Navarrete y en libros de bibliotecas de Madrid. Terminó el libro en el verano de 1827. Se tituló Una historia de la vida y viajes de Cristóbal Colón. La editorial John Murray lo publicó en Londres en cuatro volúmenes a comienzos de 1828. La editorial G. & G. Carvill lo publicó en Nueva York en tres volúmenes. 
Entre 1833 y 1834 se publicó una traducción al español de José García de Villalta de Una historia de la vida y viajes de Cristóbal Colón en cuatro volúmenes en la Imprenta de José Palacios de Madrid.
En Madrid se encontró de nuevo con el pintor David Wilkie. Visitaron el Museo del Prado e hicieron excursiones a El Escorial y a Toledo.
En el siglo XIX era habitual que ciudadanos anglosajones y franceses recorriesen la Serranía de Ronda y Granada y escribieran libros sobre sus viajes y la historia de aquellos lugares.
En su obra  Bracebridge Hall (1822) se menciona Granada en una historia titulada El estudiante de Salamanca.

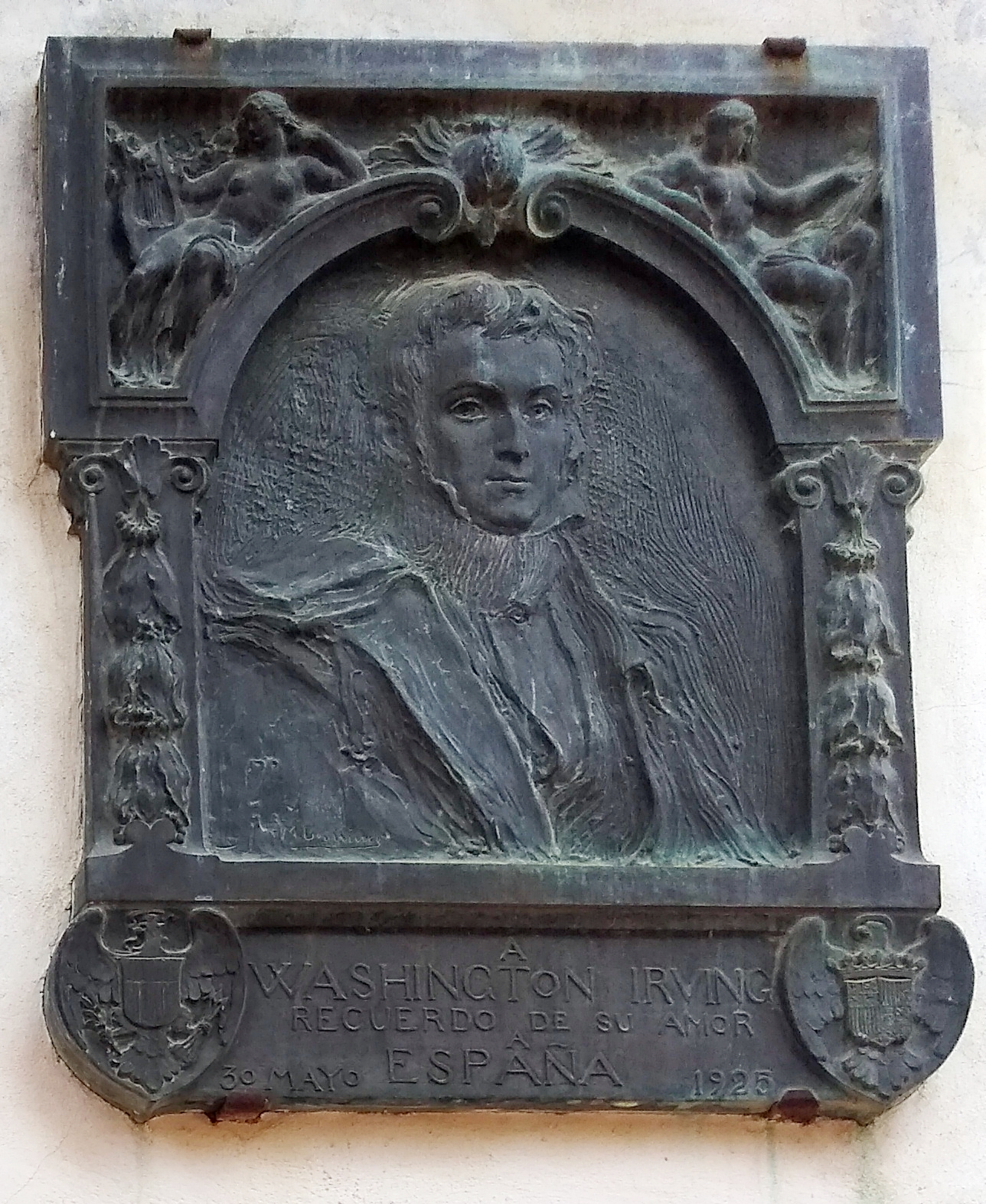
Placa dedicada a Washington Irving, realizada por Mariano Belliure en 1925. Callejón del Agua. Sevilla.

En 1828, Washington Irving realizó un viaje a Andalucía con el cónsul general de Rusia, Alexandre Gessler, y con el secretario de la embajada rusa, el barón Stroffrengen. Los viajeros comenzaron su viaje en Madrid el 1 de marzo. Al llegar a Andalucía visitaron Santa Elena, La Carolina, Andújar, El Carpio, Córdoba, Almodóvar del Río, La Rábita, Alcalá la Real, Puerto Lope, Pinos Puente, Granada, La Zubia, Lanjarón, Cádiar, Darrical, Berja, Adra, Málaga, Ronda, Atajate y Gaucín. El viaje terminó el 7 de abril en Gibraltar.

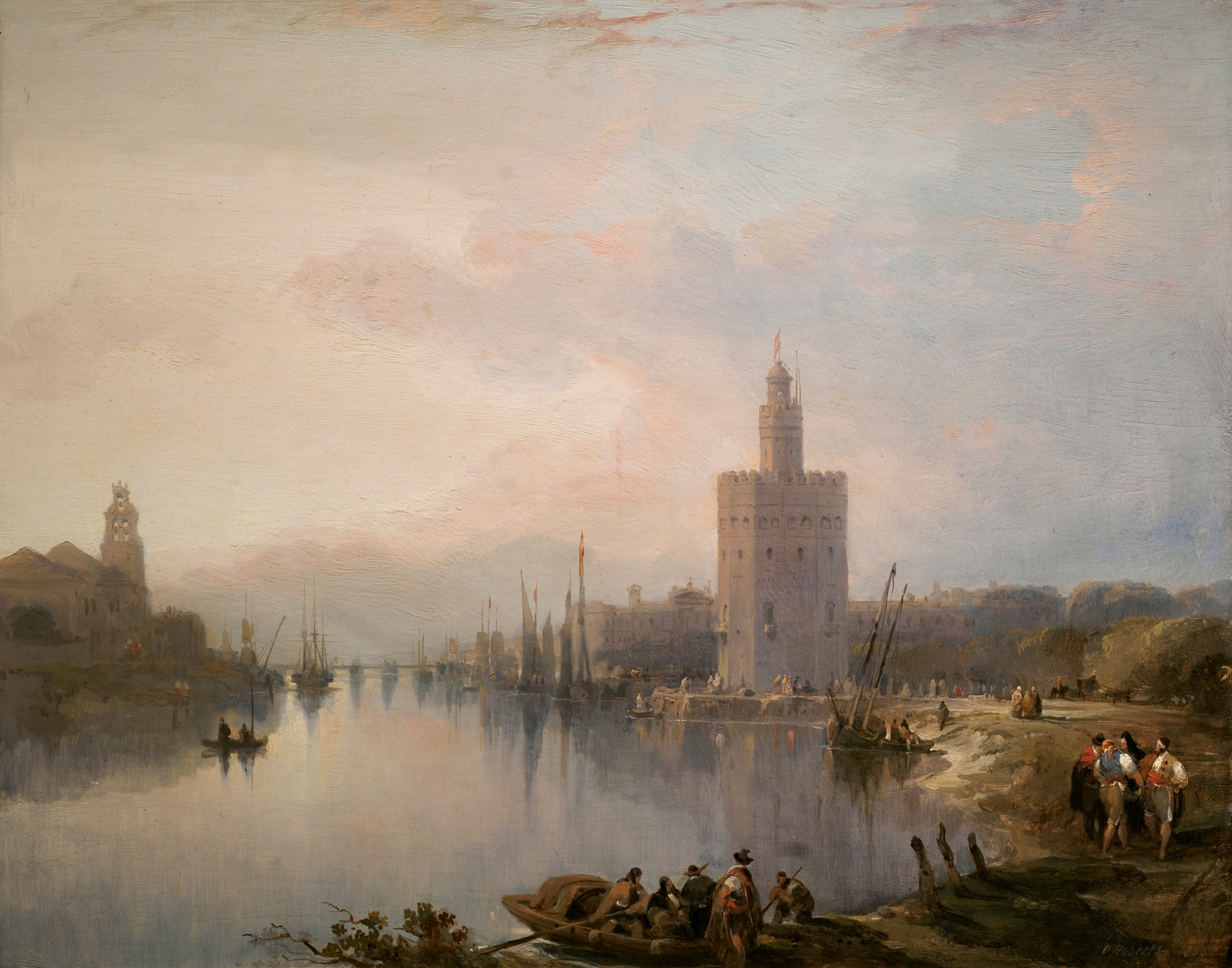
La Torre del Oro. David Roberts. Sevilla. 1833. Museo del Prado de Madrid, España.

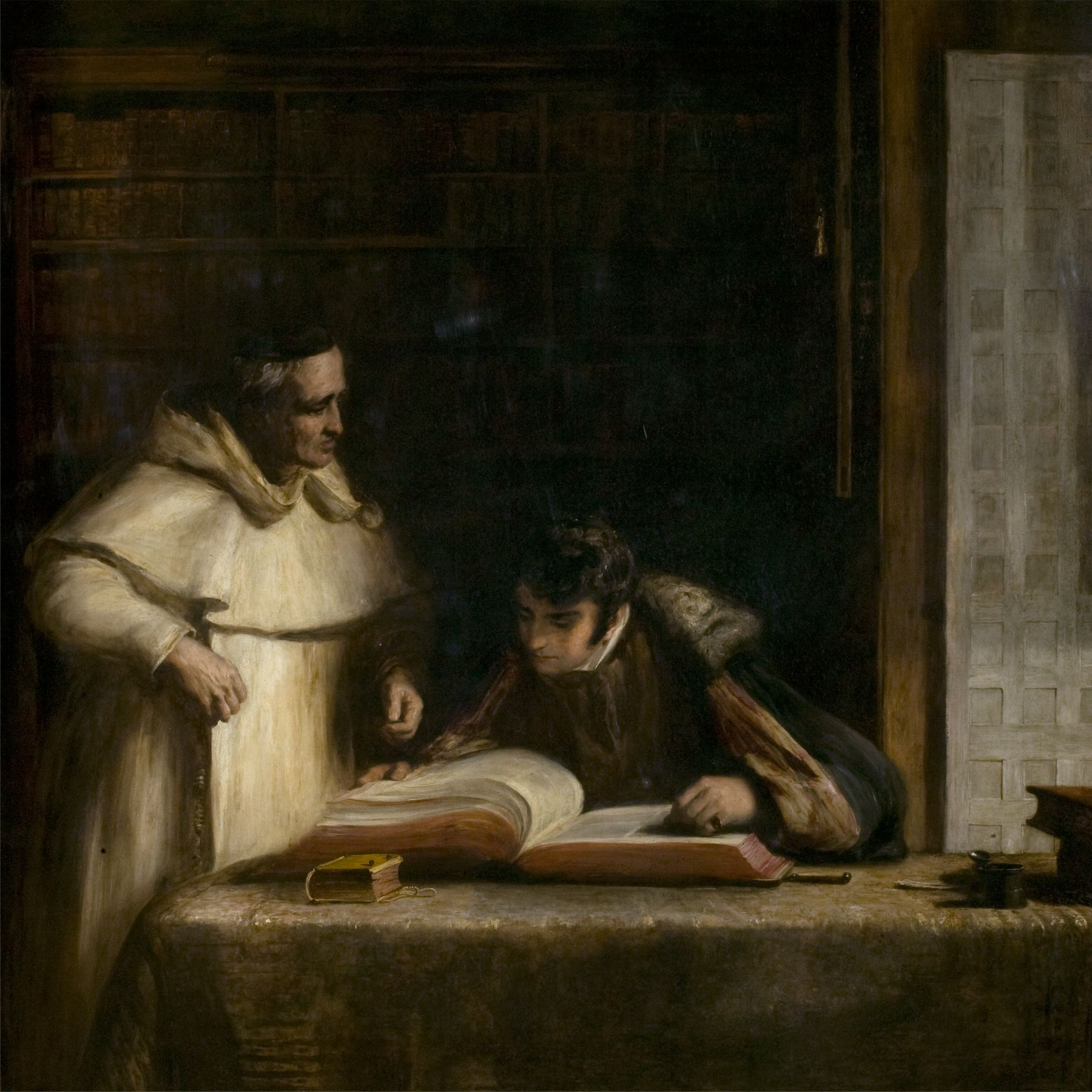
Washington Irving en los Archivos de Sevilla. Pintura realizada por David Wilkie. 1828. Museo y Galería de Arte de Leicester, Reino Unido.

Se instaló en Sevilla en abril. Allí se reunió con el pintor inglés David Wilkie. Pasaron mucho tiempo juntos admirando obras de arte español, visitando conventos e iglesias. David Wilkie le pintó un retrato el 23 de abril de 1828 titulado Washington Irving en los Archivos de Sevilla, que se encuentra en un museo de Leicester, Reino Unido. El editor John Murray compró el retrato para ilustrar un libro de Irving. Además, Wilkie hizo un dibujo del busto del escritor, basado en como aparecía en el cuadro original, y se lo envió a Irving en una carta del 30 de enero de 1829.
En Sevilla, Wilkie le presentó al cónsul británico Julian Williams (coleccionista de pinturas), a John Wetherell, a los Wiseman (familiares de Nicholas Wiseman) y a los Merry. En Sevilla también tuvo la oportunidad de conocer a Fernando Blanco White, hermano de José María Blanco White.
Irving fue con Wetherell a visitar el Monasterio de la Cartuja.
Irving se instaló en la ciudad de Sevilla desde abril hasta julio de 1828. Se alojó en la pensión de la señora Stalker. Su compañero en la pensión fue Nalder Hall. En julio se trasladó con este a una casa de campo a las afueras, en Tablada.
Viviendo en Sevilla, realizó excursiones a San Juan de Aznalfarache y Alcalá de Guadaíra. El 27 de abril de 1828 visitó la feria de Mairena del Alcor.
Washington Irving decidió hacer una excursión desde Sevilla para visitar los Lugares Colombinos. Partió el 11 de agosto y la mañana del día 12 se encontraba en Villarrasa. Luego pasó por Niebla y llegó a Moguer. En este municipio fue a conocer a los descendientes de los Pinzón. Juan Hernández-Pinzón le invitó a hospedarse en su casa, donde pasó aquellos días, y Luis Hernández-Pinzón le prestó un libro sobre su familia. Visitó el Convento de Santa Clara. El día 13 de agosto fue a Palos de la Frontera, donde visitó la Iglesia de San Jorge y el Monasterio de Santa María de La Rábida. Tras esto regresó a Moguer. La mañana del 14 de agosto volvió a visitar el Convento de Santa Clara, estuvo en las ruinas del castillo y fue a las casas de descendientes de los Pinzón. Luego, pasó por La Palma del Condado y Villalba del Alcor. La mañana del 15 de agosto llegó a Sanlúcar la Mayor, desde donde regresó a Sevilla.
Escribió un libro titulado Viajes y descubrimientos de los compañeros de Colón, con un anexo titulado Una visita a Palos, donde describe este viaje. Este libro fue publicado en Londres en 1831 por John Murray y en Filadelfia ese mismo año por Carey y Lea. Este libro fue publicado en español por la Imprenta de Gaspar y Roig de Madrid en 1854.
Su diario de 1828 fue publicado en 1937 en Nueva York. En este diario se hace también referencia a su visita a los Lugares Colombinos.
En agosto Irving y su compañero de pensión, Nalder Hall, se trasladaron a una casa a las afueras de El Puerto de Santa María. Días después se trasladaron a otra casa, más cercana a El Puerto. Regresó a Sevilla en noviembre.
El 18 de noviembre se enteró, por su hermano Peter, de que en Estados Unidos se estaba preparando un resumen pirata de su biografía de Colón. Entonces se puso a trabajar sin descanso en un compendio sobre Colón. En noviembre y diciembre de 1828 consultó, con su correspondiente autorización, el Archivo General de Indias y la Biblioteca Colombina de Sevilla para esta nueva edición, corregida y abreviada. Envió el manuscrito a Nueva York el 28 de diciembre. Fue publicado en Nueva York por G. & G. Carvill con el título La vida y viajes de Cristóbal Colón por Washington Irving (abreviada por el mismo).

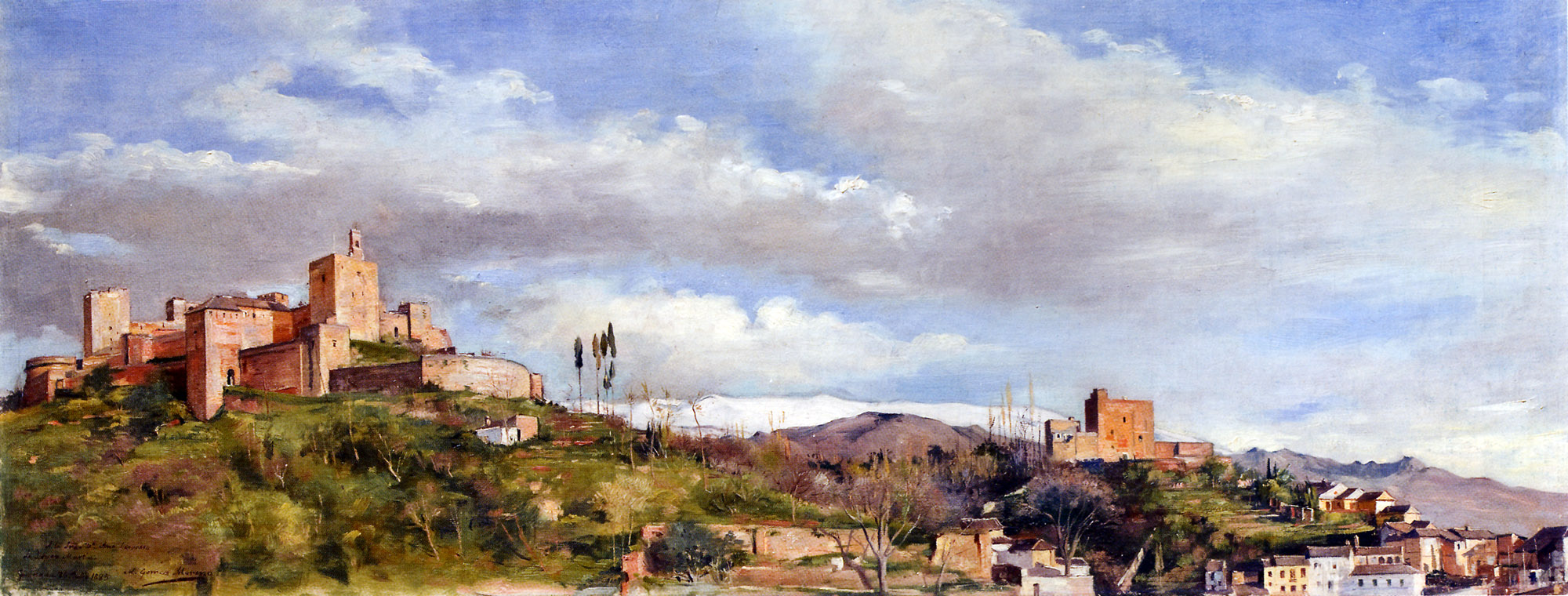
Granada en el. Manuel Gómez-Moreno González.

A finales de diciembre de 1828 conoció a la escritora Cecilia Böhl de Faber cuando acudió a una ópera y ambos establecieron una amistad.
El 3 de enero de 1829 recibió una carta de Diego Clemencín, secretario de la Real Academia de la Historia, con un diploma, nombrándole académico honorario de esta institución. En 1829 estuvo en la Semana Santa. A comienzos de mayo de 1829 hizo un viaje de Sevilla hasta Granada con el príncipe ruso Dimitri Ivanovich Dolgorukov. Se alojaron en una posada de Gandul, una antigua aldea de Alcalá de Guadaíra, y visitaron el Palacio de los Marqueses. Pasaron por Arahal, Osuna, Fuente de Piedra, Archidona, Loja y llegaron a Granada. Entre el 6 y el 12 de mayo se alojaron en una posada de la calle Alhóndiga. En la fortaleza de la Alhambra conocieron a gente que vivía allí desde hacía generaciones. Conocieron a un muchacho llamado Mateo Jiménez, cuya familia habitaba en aquel lugar desde hacía siglos. Los viajeros fueron a ver al gobernador. En este palacio existían una residencia en la que podía vivir el gobernador, pero este vivía en la ciudad habitualmente por preferencia personal. Por ello, les ofreció que viviesen en esta residencia durante su estancia, en lugar de en la pensión. Este lugar no tenía muebles. Para amueblarla y tener víveres les recomendó que se pusieran en contacto con una señora que trabajaba en la fortaleza, en la cual vivía con toda su familia. Esta señora les proveyó de todo lo necesario.

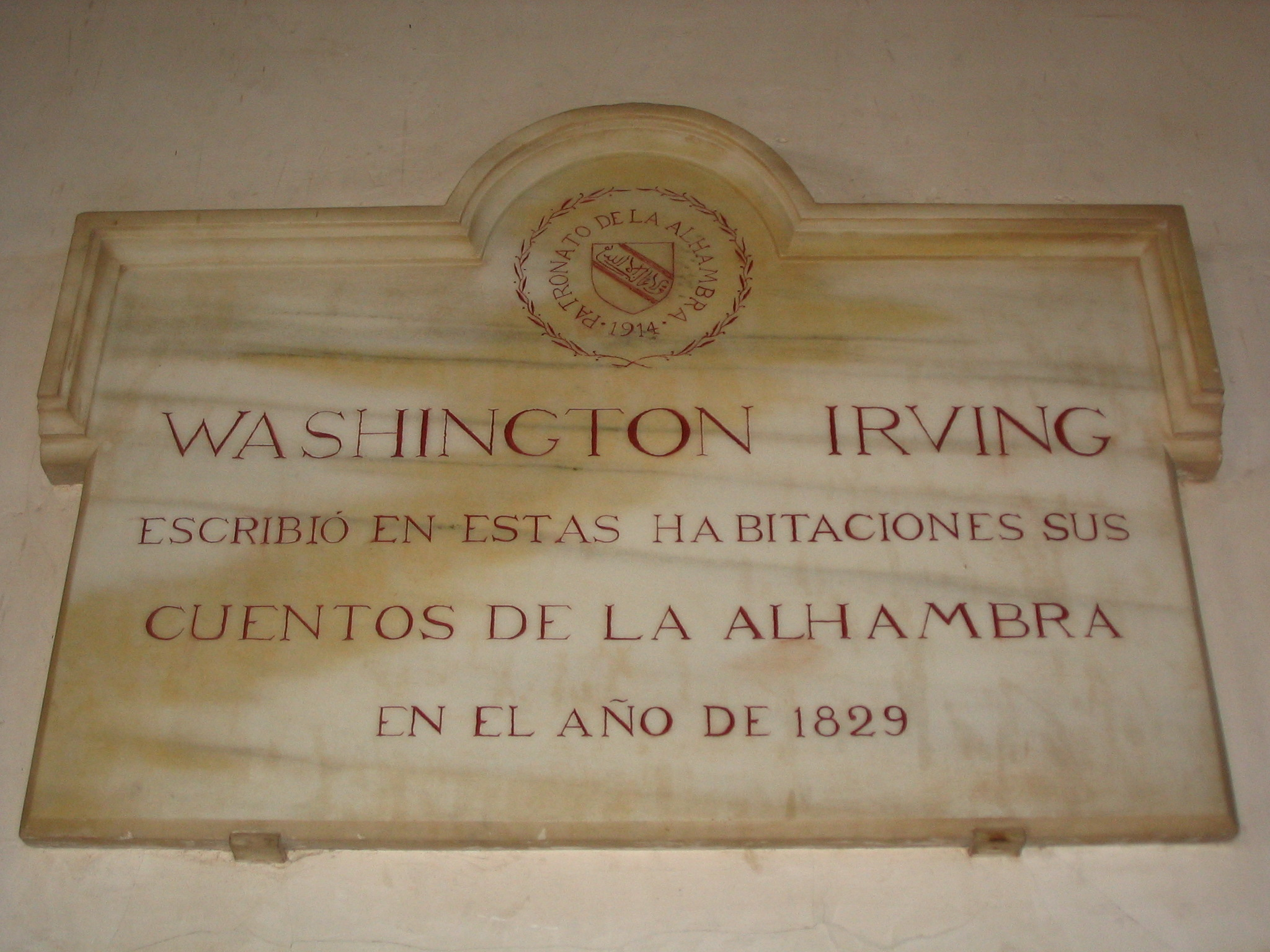
Lápida de mármol en recuerdo de Washington Irving en la Alhambra de Granada. Fue inaugurada por el Real Patronato de la Alhambra en 1914.

En aquel entonces llegó a Gibraltar su sobrino, el marino Edgar Irving, hijo de su hermano Ebenezer Irving. Este aprovechó su estancia para visitar a su tío en Granada.
El 16 de mayo Dimitri Ivanovich Dolgorukov se marchó para conocer otros lugares de Andalucía.
El 17 de mayo Edgar Irving se marchó, recorriendo Andújar, Córdoba, Sevilla y regresando a Gibraltar.
Durante su estancia en Granada, Washington Irving entabló amistad con el duque de Gor, que tenía una casa en la ciudad. Este tenía una biblioteca que juzgó interesante y le consiguió un permiso para consultar la biblioteca jesuita de la universidad.
Consciente de que tendría que abandonar Granada para ir a otros lugares, el 15 de junio escribió: «Cómo lamento no poder permanecer aquí más tiempo. Con todos los éxtasis que produce Granada, uno apenas conoce sus verdaderos encantos».
Washington Irving fue nombrado secretario de la Embajada de los Estados Unidos en Londres, por lo que tuvo que dejar Granada. Escribió: «Dentro de unos días abandonaré la Alhambra, aunque me iré con gran pesar. Nunca tuve ni tendré una morada igual». El 28 de julio salió acompañado por un inglés llamado Ralph Sneyd. Este tenía que estar en Londres a finales de agosto e iba a seguir la misma ruta que él. El 29 de julio escribió: «Nunca encontraré una morada tan de mi agrado, ni que se adapte tanto a mis gustos y costumbres».
En la provincia de Granada, contó con facilidades en el viaje gracias al duque de Gor. Un administrador de los bienes del duque en Guadix les proporcionó alojamiento en este municipio.  Allí también recibieron la visita de los canónigos de la Catedral de la Encarnación. El 30 de julio fueron a Gor, donde comieron con la familia del duque en el castillo. El 31 salieron de Baza, pasaron por Cúllar y llegaron a Chirivel. El 1 de agosto dejaron Chiribel, pasaron por Vélez-Rubio y llegaron a Puerto Lumbreras, en la Región de Murcia. El 2 de agosto dejaron Puerto Lumbreras, pasaron por Lorca y llegaron a Totana. El 3 de agosto pasaron por Librilla y llegaron a Murcia. El día 4 de agosto dejaron Murcia. Ya en la Comunidad Valenciana, pasaron por la Sierra de Orihuela, la Sierra de Crevillente y Elche. Los días 5 y 6 de agosto estuvieron en Alicante. El día 7 pasaron por Elda, Vielar y llegaron a Villena. El 8 llegaron a Alcira. El 9 de agosto estaban en Valencia, donde estuvieron tres días. El día 11 de agosto pasaron por Castellón de la Plana y llegaron a Sagunto. El día 12 de agosto pasaron por Alcalá de Chivert, Benicarló y Vinaroz. El 13 de agosto pasaron por el paso de montaña de Coll de Balaguer y recorrieron Cambrils, Tarragona y Villafranca del Panadés. El día 14 de agosto llegaron a Barcelona, donde estuvieron hasta el 22 de agosto. El 22 de agosto llegaron a Gerona. El 23 de agosto pasaron por Figueras y luego llegaron a Francia.
Cuando estaba escribiendo sobre Colón se encontró con la Reconquista de la Granada, ya que aquel había seguido a los Reyes Católicos en algunas de sus campañas y había estado en la reconquista de la ciudad en 1492. Por esto, se le ocurrió la idea de escribir un libro sobre este asunto. Una crónica de la conquista de Granada de un manuscrito de fray Antonio Agapida (A chronicle of the conquest of Granada from the Mss. of fray Antonio Agapida) fue publicada en dos volúmenes por John Murray en Londres en 1829. Esta obra fue traducida por Jorge W. Montgomery y fue publicada con el título Crónica de la conquista de Granada por Ignacio Sancha en Madrid en junio de 1831.
Washington Irving también escribió una obra que tituló La Alhambra (The Alhambra) en 1829. Esta dedicada a su amigo, el pintor David Wilkie. Fue publicada en dos volúmenes en Londres en 1832 por Henry Colburn y Richard Bentley. Estos la titularon La Alhambra, por Geoffrey Crayon, autor del Libro de bosquejos, Bracebridge Hall, Historias de un viajero, etc (The Alhambra, by Geoffrey Crayon, Author of the Sketch Book, Bracebridge Hall, Tales of a Traveller, etc.). Carey & Lea la editaron en Filadelfia en 1832 con el título La Alhambra: una serie de historias y bosquejos de los moros y los españoles, por el autor del Libro de bosquejos (The Alhambra: A Series of Tales and Sketches of the Moors and the Spaniards, by the Author of the Sketch Book). Luis Lamarca realizó una traducción de ocho de estas historias en Valencia en 1833, que fue impresa por J. Ferrer de Orga, para la Librería de Mallén y Berard. Esta versión se reeditó en París en 1833 para la Librería Hispano-Americana.
En 1851, cuando Putnam se encargó de editar sus obras en Nueva York, Irving hizo una nueva versión revisada de esta obra, con el título Cuentos de la Alhambra (Tales of the Alhambra). En esta, el texto se organizó en 41 historias y solo 10 se reprodujeron sin cambios. La primera edición completa en español de Cuentos de la Alhambra es una traducción de José Ventura Traveset, de la imprenta de la Viuda e Hijos de P. V. Sabatel, en Granada, en 1893.
También escribió Leyendas de la conquista de España (Legends of the Conquest of Spain). Fue publicado en Filadelfia por Carey, Lea y Blanchard en 1835 y en Londres por John Murray en 1836. Este libro fue publicado en español con el título Leyendas de la conquista de España. Crónicas moriscas por el editor Miguel Sánchez en Madrid en 1974.

### Secretario de la Embajada de los Estados Unidos en Londres

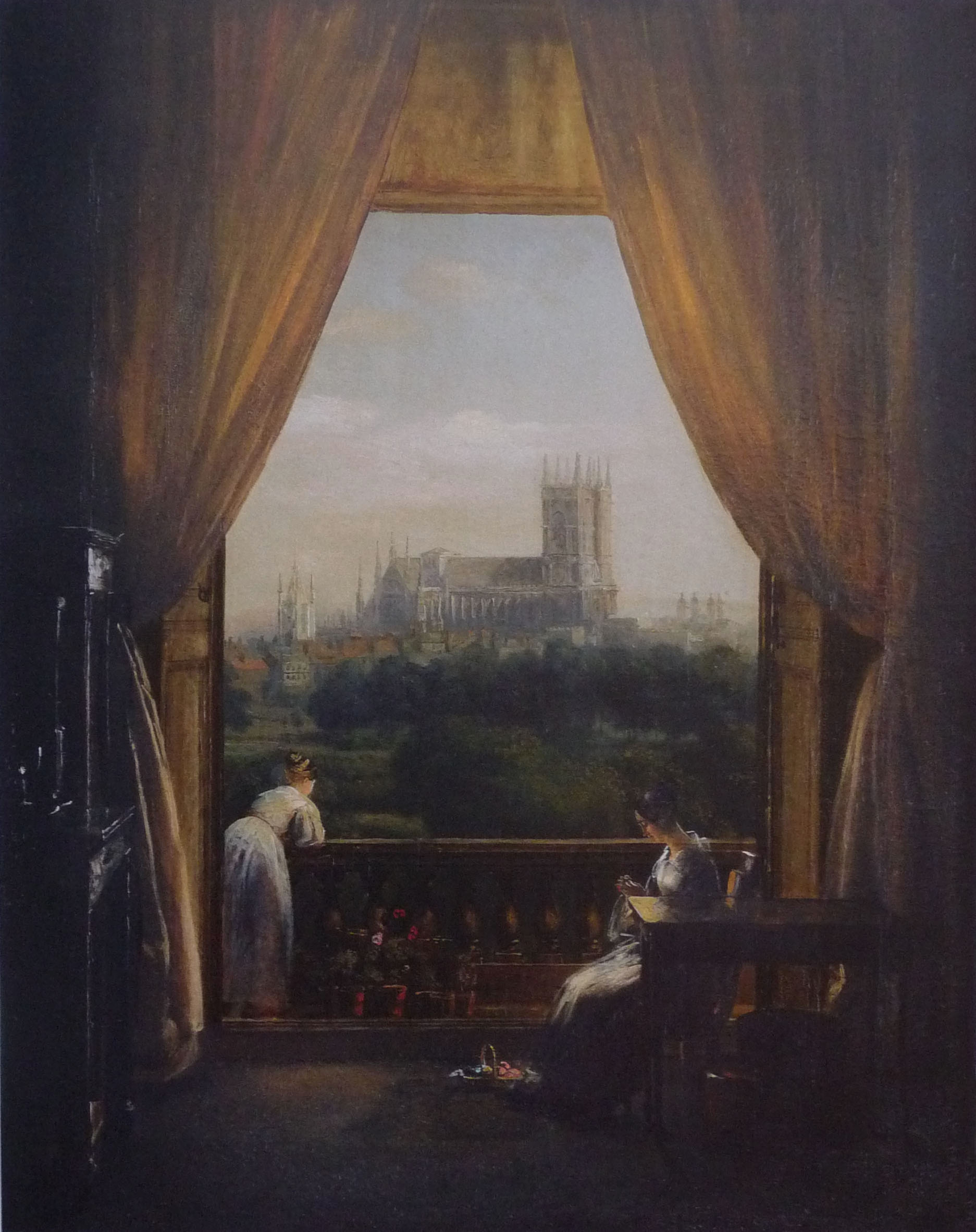
Casa de Londres con la Abadía de Westminster al fondo. Louis-Pierre Spindler. 1834-1836.

Washington Irving y Ralph Sneyd pasaron por Perpiñán, Montpellier, el Ródano y Lyon. Hicieron una excursión a Ginebra y luego fueron a París. En París Washington Irving estuvo una quincena con su hermano Peter.
En Londres, Irving pasó a ser secretario entre el personal del embajador estadounidense Louis McLane. Poco después, McLane nombró secretario a otro y a Irving le dio el cargo de ayudante de campo. Los dos trabajaron durante el siguiente año para negociar un acuerdo comercial entre los Estados Unidos y las Indias Occidentales Británicas. Se llegó a este acuerdo en agosto de 1830. Ese mismo año, la Real Sociedad de Literatura le dio una medalla. En 1831 se le otorgó un doctorado honoris causa en Derecho Civil de la Universidad de Oxford.
En 1831 McLane fue nombrado secretario del Departamento del Tesoro y se trasladó a los Estados Unidos. Irving permaneció en la embajada como encargado de negocios hasta la llegada del siguiente embajador, nombrado por el presidente Andrew Jackson, Martin Van Buren. Con Martin Van Buren en el cargo, Irving renunció a su cargo para dedicarse a escribir. En esta época terminaría de escribir su libro de la Alhambra, que sería publicado en los Estados Unidos y el Reino Unido en 1832.

### Regreso a los Estados Unidos

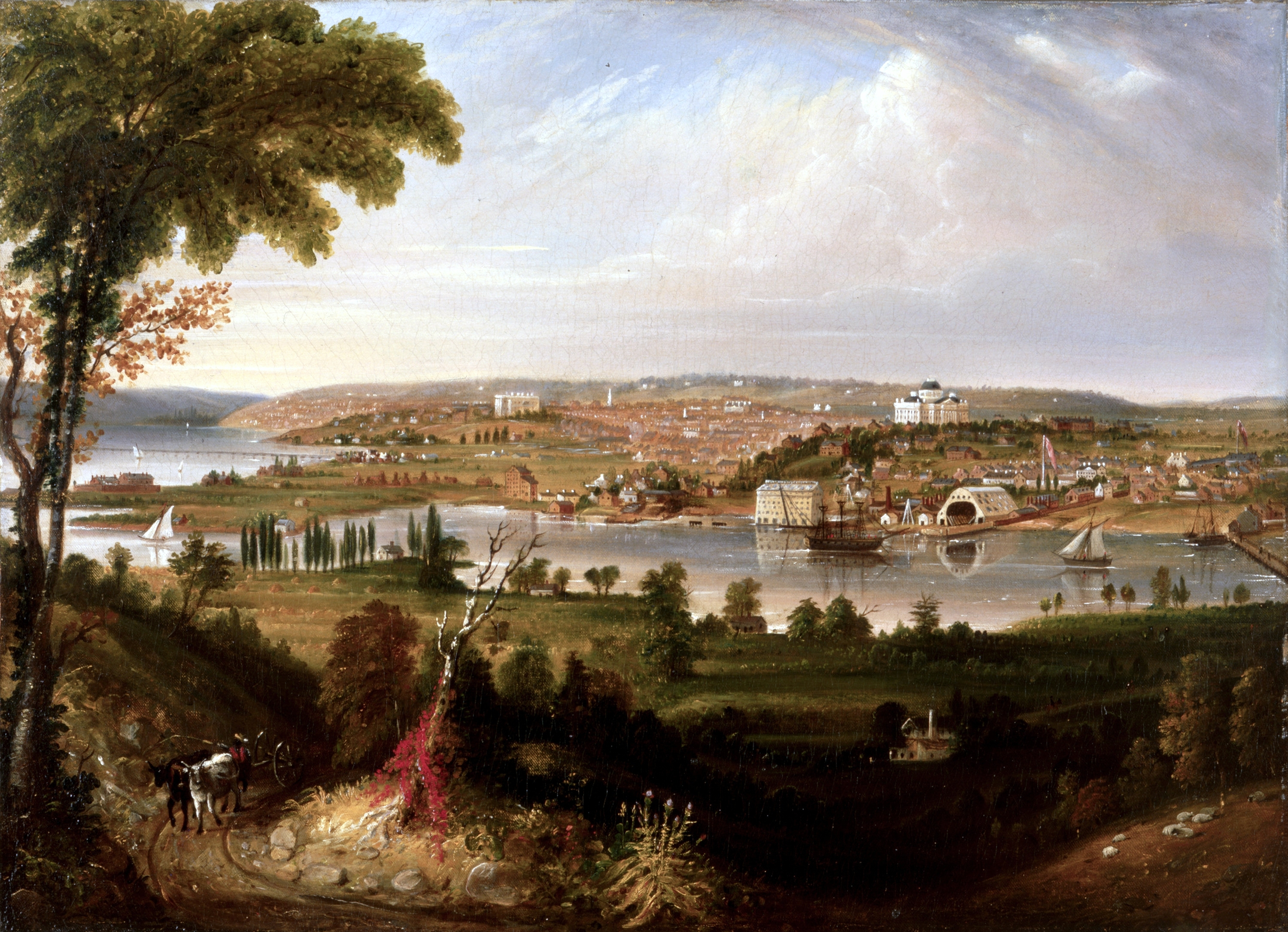
La ciudad de Washington D. C. desde Navy Yard. George Cooke. 1833.

Irving regresó a Nueva York el 21 de mayo de 1832, después de 17 años. Ese septiembre, acompañó al Comisionado de Asuntos Indios Henry Leavitt Ellsworth en una misión de inspección, junto con Charles La Trobe y el conde de origen suizo Albert-Alexandre de Pourtales. Viajaron a territorio indio, en el actual Estado de Oklahoma. Tras realizar este recorrido, Irving viajó a Washington D. C. y a Baltimore, donde se hizo amigo del político y novelista John Pendleton Kennedy.
A Irving no le fueron bien los negocios, por lo que siguió escribiendo para tener ingresos adicionales. Empezó con Un viaje en las praderas, donde narraba aquel viaje. El libro también fue un éxito entre el público. Era el primer libro escrito y publicado en los Estados Unidos por Irving desde Una historia de Nueva York de 1809. En 1834, conció al magnate John Jacob Astor, que le convenció para escribir una historia de la antigua colonia comercial de Astoria, Oregón, de donde era. Irving escribió el elogioso libro Astoria en febrero de 1836.
En 1835, Irving, Astor y algunos otros fundaron la Sociedad San Nicolás de la Ciudad de Nueva York. Esta institución realiza reuniones de esparcimiento y actividades culturales relacionadas con la historia de Nueva York.
Durante un tiempo en que residió en la casa de Astor, Irving conoció al explorador Benjamin Bonneville y se interesó por sus mapas e historias sobre los territorios más allá de las Montañas Rocosas. Ambos se encontraron en Washington D. C. varios meses después y Bonneville vendió sus mapas y notas a Irving por 1 000 dólares. Irving utilizó estos materiales como la base de su libro de 1837 titulado Las aventuras del capitán Bonneville. Estos «libros del oeste» fueron, en parte, debidos a las críticas que había recibido de que, por sus estancias en el Reino Unido y España, era un autor más europeo que estadounidense. Críticos como  James Fenimore Cooper y Philip Freneau consideraron que había ignorado su herencia estadounidense en favor de la aristocracia británica. Los libros del oeste de Irving fueron bien recibidos en los Estados Unidos, sobre todo Un viaje en las praderas, aunque los críticos británicos le acusaron de «fabricación de libros».
Fue el que acuñó la frase satírica «el todopoderoso dólar», en la historia La Villa Creole, publicada en 1836 en The Knickerbocker y en 1837 en The Magnolia.

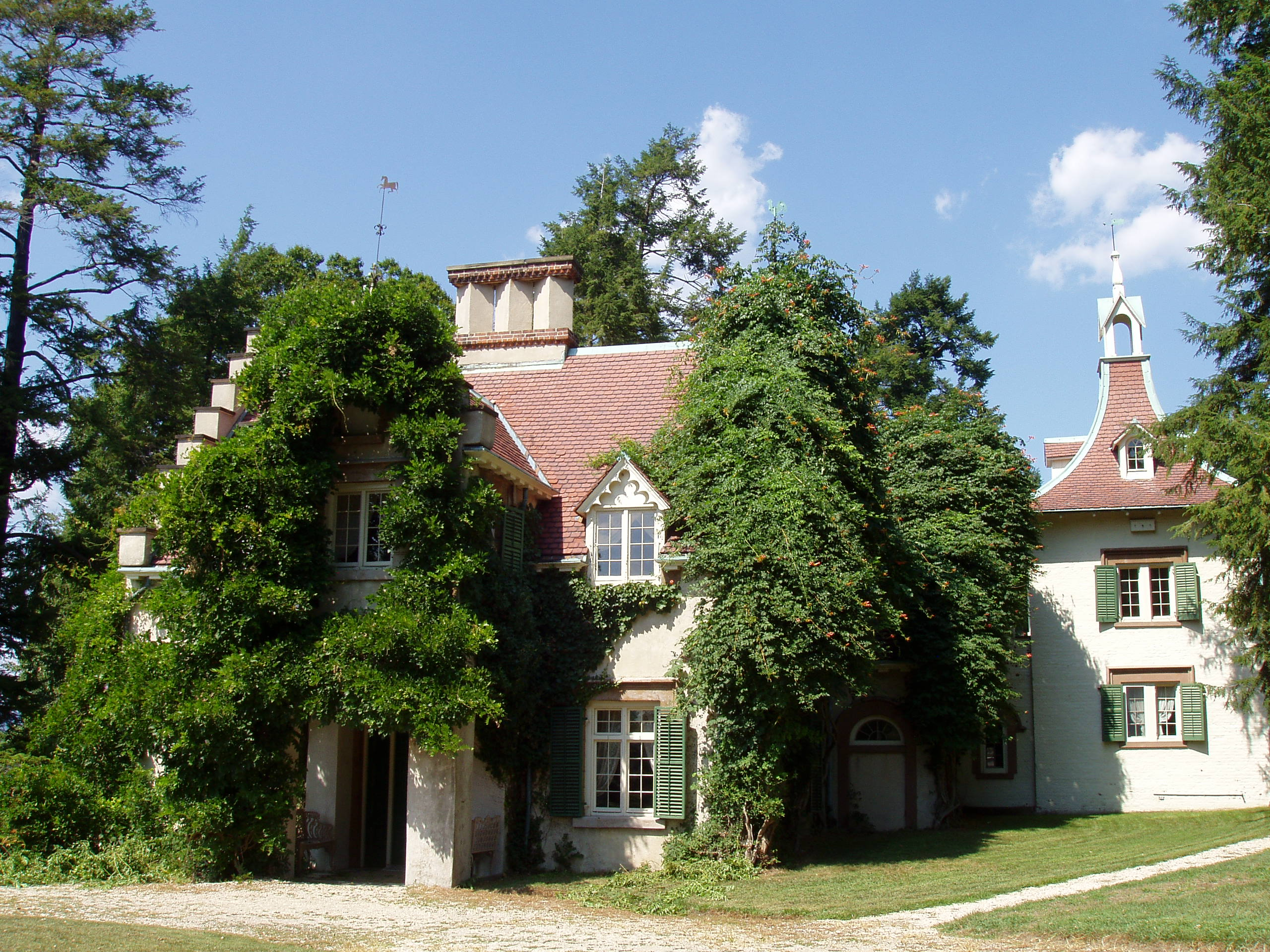
Sunnyside, en el Estado de Nueva York.

En 1835 Irving compró una «cabaña descuidada» y los terrenos donde se encontraba, en Tarryntown, Estado de Nueva York. En 1841 le puso de nombre Sunnyside. Requirió reparaciones y renovaciones durante los siguientes 20 años, con costos que aumentaban continuamente, por lo que aceptó a regañadientes convertirse en colaborador habitual de la revista The Knickerbocker en 1839, escribiendo nuevos ensayos e historias cortas bajo los seudónimos de Knickerbocker y Crayon. Era consultado habitualmente por jóvenes escritores, que le pedían su opinión o su consejo. Entre estos estuvo Edgar Allan Poe, que le pidió su opinión a Irving sobre sus obras William Wilson y La caída de la Casa Usher.
Irving también apoyó a la literatura estadounidense abogando por leyes de derechos de autor más duras para proteger a los escritores de las copias ilegales, que habían tenido lugar cuando hizo El libro de bosquejos. En la edición de enero de 1840 de The Knickerbocker, él escribió apoyando abiertamente la legislación de derechos de autor que había realizado el Congreso. Escribió: «Tenemos una joven literatura [...] surgiendo y desplegándose diariamente con una maravillosa energía y lujo, que [...] merece todo su cuidado». Aquella legislación, sin embargo, no fue aprobada.
En 1841 fue elegido como académico honorario de la Academia Nacional de Dibujo de Estados Unidos También empezó una correspondencia con Charles Dickens y le hospedó a él y a su esposa en Sunnyside durante el viaje que hizo Dickens a Estados Unidos en 1842.
El presidente John Tyler le designó como embajador en España en 1842, después de recibir el respaldo del secretario de Estado Daniel Webster. Irving escribió: «Será una prueba severa ausentarme por un tiempo de mi querida pequeña Sunnyside, pero volveré a ella mejor capacitado para llevarla cómodamente».

### Irlanda, Reino Unido y Francia

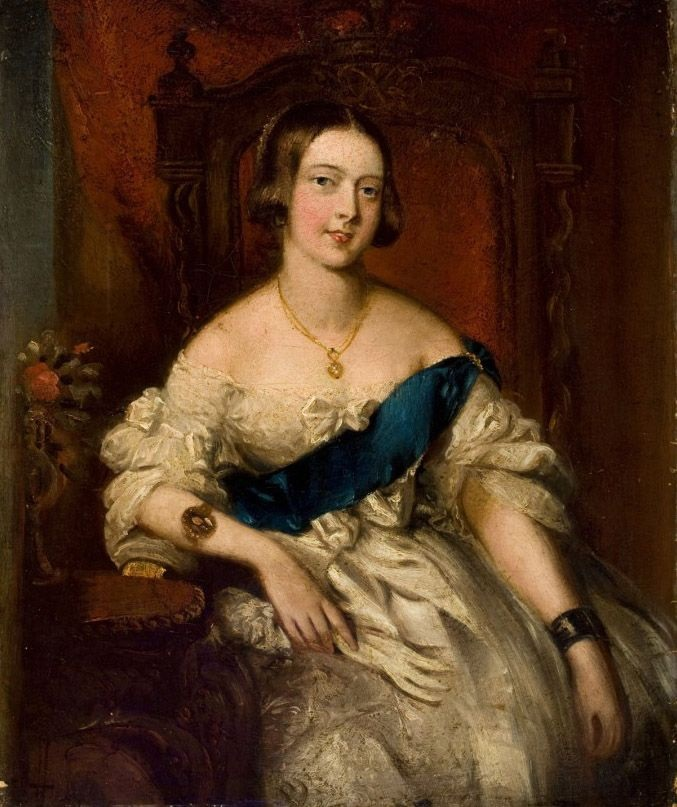
La reina Victoria. Herbert Luther Smith. Hacia 1840.

En abril fue de Estados Unidos a Cork, Irlanda. El día 30 de abril llegó a Bristol, Reino Unido. De allí, fue a Londres. A principios de mayo se reunió con el embajador Edward Everett, que organizó una recepción en la que fue presentado a la reina Victoria. Posteriormente, fue a una cena de gala de la Real Fundación Literaria, presidida por Alberto, el consorte.
También pasó por Birmingham, donde estaba su hermana Sarah con su esposo Van Wart y su familia, en una finca llamada The Shrubbery.
En junio se dirigió a Madrid con Hector Ames, un neoyorkino destinado al personal de la embajada en aquella ciudad. Embarcaron en Southampton y llegaron a El Havre, Francia. De allí fueron a Rouen y llegaron París.
En junio se reunió con el embajador estadounidense, el general Lewis Cass. Este le llevó a Neuilly-sur-Seine donde le presentó al rey francés de la monarquía restaurada, Luis Felipe I, a su esposa María Amelia de Borbón-Dos Sicilias y a su hermana Adelaida. Luego se reunió con el embajador británico Henry Wellesley, hermano del I duque de Wellington.
En julio se dirigieron a Madrid. Pasaron por Orleans, Tours, Poitiers, Angulema, Burdeos y Bayona.

### Embajador de Estados Unidos en España

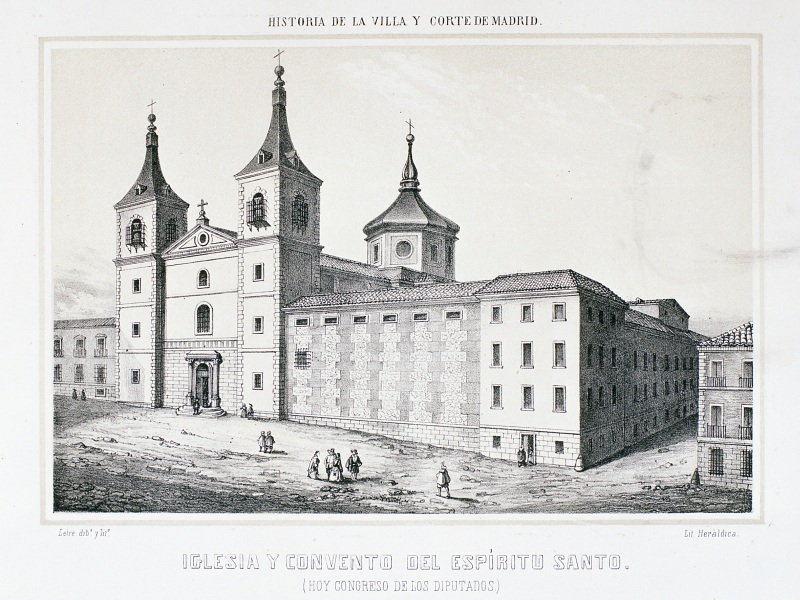
El Convento del Espíritu Santo de Madrid. Fue abandonado en 1823 por los religiosos. Entre 1834 y 1843 fue la sede de las Cortes de España.

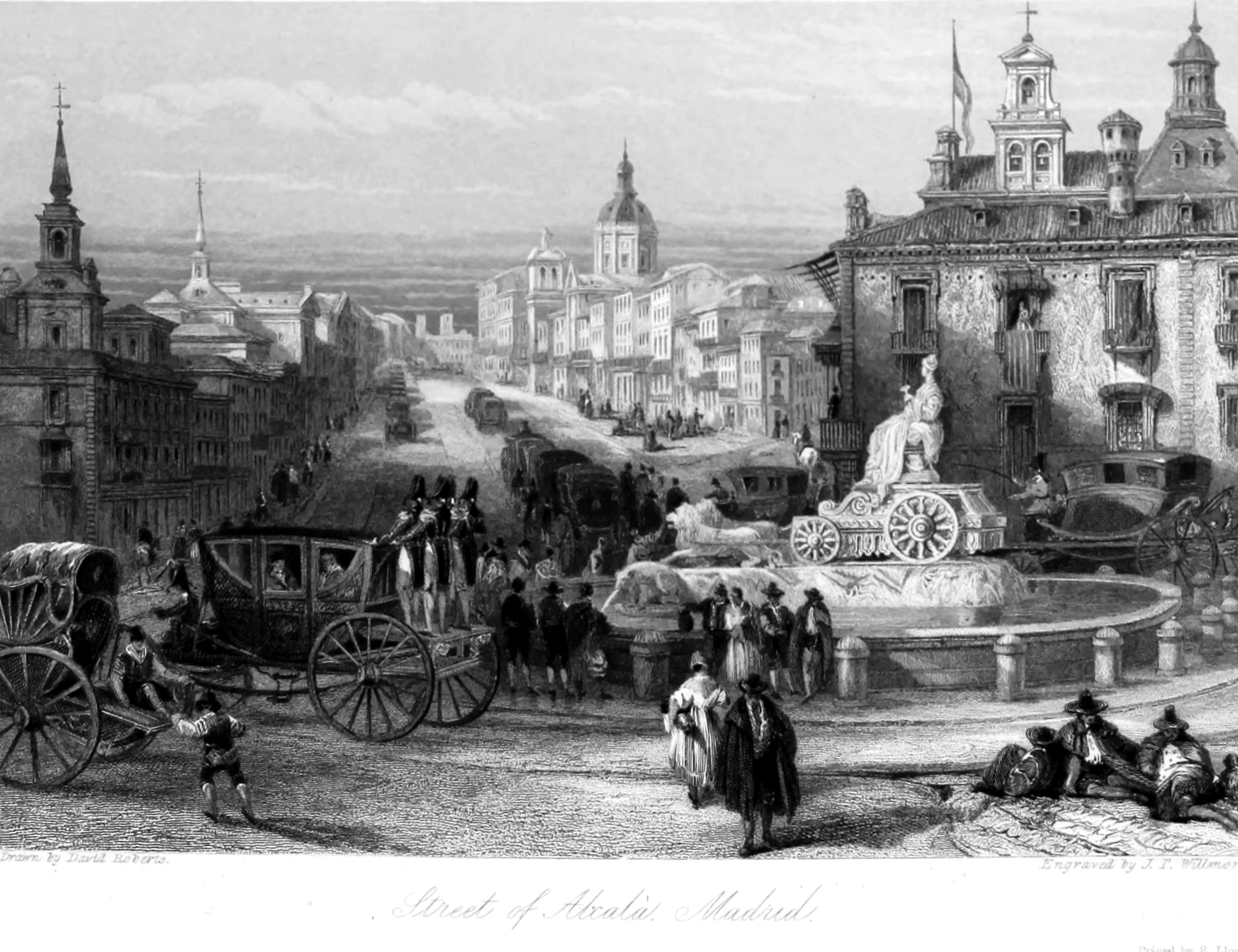
La calle de Alcalá y la Cibeles. Madrid. 1838.

Llegó a Madrid el 25 de julio. El 30 de julio se encontró con el duque de Gor. El 1 de agosto se reunió con el regente Baldomero Espartero en el Palacio de Buenavista, para que le entregase sus credenciales a la reina Isabel II, que entonces solo tenía 12 años.
Se reunió con el ministro de Estado, Ildefonso Díez de Rivera, para ser recibido por la joven reina en el Palacio Real. Fue recibido por la reina a principios de agosto.
Volvió a ser recibido por la reina Isabel II en noviembre, el día de santa Isabel de Hungría, cuando se reunió con los senadores, los diputados y el cuerpo diplomático.
Él esperaba que su puesto como embajador le dejase mucho tiempo para escribir, pero España tuvo problemas políticos la mayor parte del tiempo, con varias facciones intentando controlar a Isabel II. Irving mantuvo buenas relaciones con varios generales y políticos. 
El 3 de enero de 1843 el regente Espartero disolvió las Cortes.
Los conflictos políticos eran agotadores y, en febrero de 1843, Irving padeció de melancolía y de una enfermedad cutánea que le llevó a guardar reposo una temporada. Los doctores le recomendaron retirarse a un balneario, pero él decidió seguir en su puesto.

Estoy cansado y a veces angustiado por la miserable política de este país [...] Los últimos diez o doce años de mi vida, pasados entre sórdidos especuladores en los Estados Unidos y aventureros políticos en España, me han mostrado tanto del lado oscuro de la naturaleza humana, que empiezo a tener dolorosas dudas sobre mi prójimo; y miro con pesar el período de confianza de mi carrera literaria, cuando, pobre como una rata, pero rico en sueños, contemplé el mundo a través de mi imaginación y era capaz de creer a los hombres tan buenos como deseaba que fueran.

En febrero de 1843, el partido político al que pertenecía el regente Espartero perdió las elecciones. Las nuevas Cortes se constituyeron el 3 de abril.
En mayo hubo una rebelión de militares contra el regente Espartero, acusado de dictador. En Madrid se decretó un estado de sitio. El general Francisco Javier Azpiroz se sumó a la rebelión, desde su cuartel en Guadarrama. Narváez, que se encontraba en Francia, y Manuel de la Concha, que se encontraba en Italia, desembarcaron en Valencia para sumarse al levantamiento.
En junio de 1843 Irving se reunió, junto con otros diplomáticos, con el regente Espartero. Este les anunció que la regencia terminaría el 10 de octubre y que Isabel II, con trece años, se haría responsable del trono. Él dijo que seguiría como militar, defendiendo el trono y la Constitución de 1837.
Las tropas del levantamiento, lideradas por Narváez, derrotaron a las esparteristas, lideradas por Antonio Seoane, en la Batalla de Torrejón de Ardoz del 22 de julio de 1843. Entre el 23 de julio y el 10 de noviembre de 1843 Joaquín María López presidió un gobierno contrario a Espartero, que marchó de España a finales de julio. Entre el 20 y el 29 de noviembre el gobierno estuvo presidido por Salustiano Olózaga. Entre diciembre de 1843 y mayo de 1844 estuvo en el cargo Luis González Bravo. El 3 de mayo pasó a ser presidente Narváez, empezando un periodo conocido como la década moderada.
Estos sucesos del siglo XIX español fueron narrados por Irving en las cartas que escribía y en sus informes para el secretario de Estado.

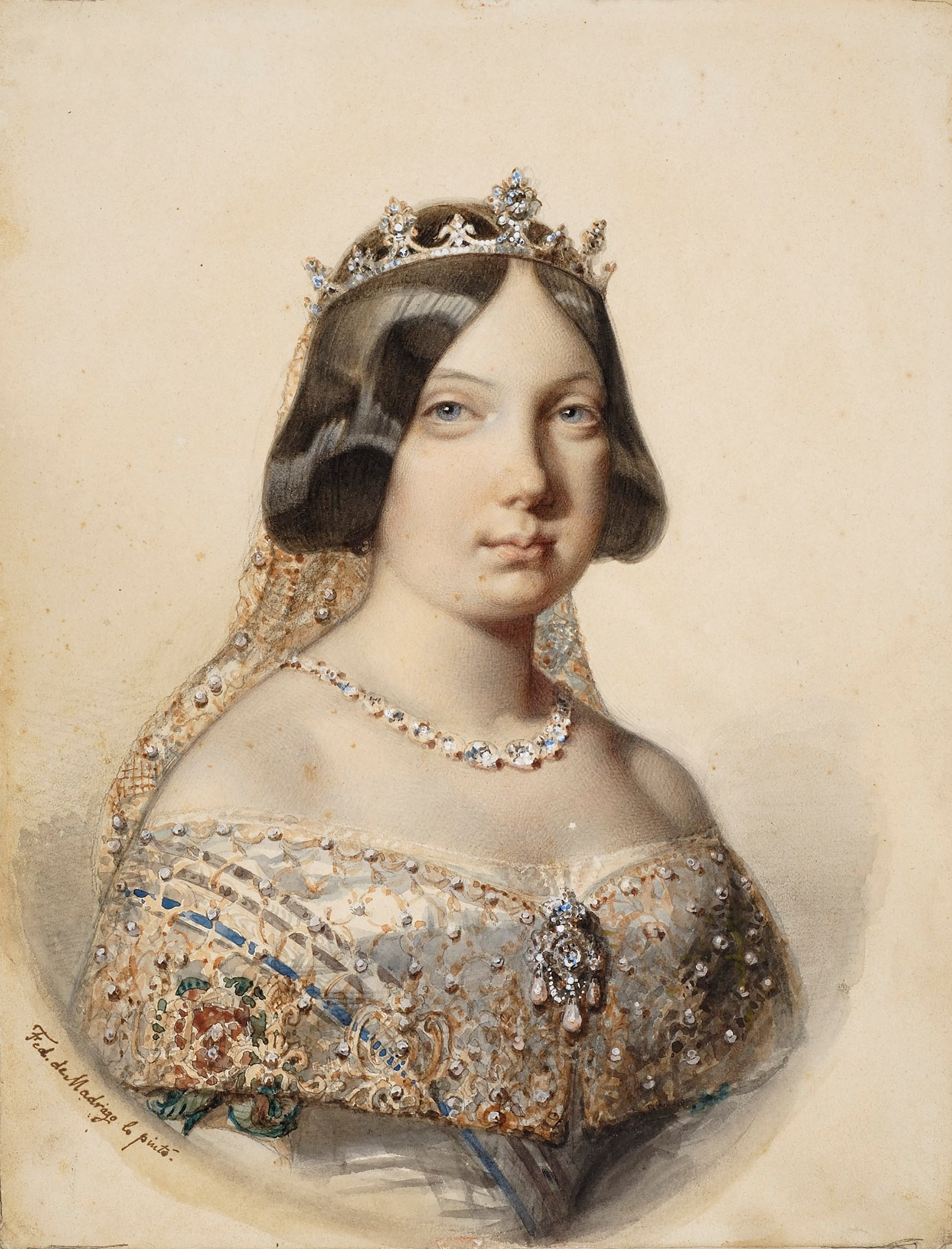
La reina Isabel II. Federico Madrazo..

En agosto de 1843 estuvo en otro acto público con Isabel II. Allí estuvieron también los generales Narváez, Francisco Javier Azpiroz y Leopoldo O'Donnell.
Hacia septiembre de aquel año padeció una inflamación de tobillos. Decidió realizar un viaje de una temporada, por recomendación médica, para mejorar su salud. Dejó a cargo de la embajada a su secretario, Alexander Hamilton Jr., y dejó Madrid el 7 de septiembre para hacer una excursión a Francia. Viajó hacia el norte por Castilla y León, atravesó las Vascongadas y llegó a Burdeos el 13 de septiembre. El 15 de septiembre fue a Versalles, donde estuvo dos semanas. Fue a París el 28 de septiembre, donde estuvo varios días.  Fue atendido por un médico en París. Pasó su estancia en París casi sin salir de su hospedaje, salvo cuando cogía algún carruaje. Aparte de su problema en los tobillos, el resto de su salud estaba bien. El 22 de noviembre se encontraba de nuevo en Burdeos, donde pasó varios días. Regresó a Madrid hacia principios de diciembre de 1843. Al regresar a Madrid, su problema de salud en los tobillos no había mejorado nada.
Al llegar, se encontró la ciudad decorada durante tres días, con balcones con colgaduras, arcos del triunfo, procesiones y otros actos públicos de celebración durante tres días, por el comienzo del reinado de Isabel II. Al llegar, encontró que Alejander Hamilton Jr. había llevado la embajada de forma muy satisfactoria.
Entonces se encontraban en Madrid el diplomático Ángel Calderón de la Barca, que había sido el embajador español en los Estados Unidos, y su esposa, Francisca Calderón de la Barca, de origen escocés, que se había convertido en estudiosa de la historia mexicana. Ella le dejó a Irving una copia de su libro sobre la Conquista de México por Hernán Cortés.
Su enfermedad en los tobillos le llevaba a abstenerse a veces de escribir y de tener vida social. También padecía recurrentes depresiones.
A finales de enero de 1844 comenzó la Rebelión de Boné en Alicante en contra del gobierno. También hubo un levantamiento en Cartagena. En esta rebelión participaron, entre otros, el oficial Antonio Santa Cruz Blasco y el general Francisco de Paula Ruiz y Martínez Navarro, que dirigió la junta con los sublevados. Este levantamiento fue atajado entre febrero y marzo por el general Federico Roncali. Irving escribió que, tras surgir estas rebeliones, todo el país se puso bajo ley marcial.
El 22 de marzo de 1844 María Cristina de Borbón-Dos Sicilias fue recibida en España, procedente de París, donde había estado desde 1840. El encuentro entre María Cristina y su hija Isabel II tuvo lugar en el Palacio de Aranjuez. Al acto acudió Washington Irving, junto con otras personalidades del país.
El 27 de abril de 1844 estuvo en la celebración del cumpleaños de la madre de la reina, María Cristina de Borbón-Dos Sicilias en el Palacio Real. En el evento, Irving volvió a encontrarse con Isabel II.
Alexander Hamilton Jr., que además de ser secretario de la embajada era su compañero de vivienda, se marchó a mediados de mayo de 1844 a otro oficio diplomático. Irving se sintió bastante solo por ello. Sin embargo, en estas fechas ya estaba completamente curado de su enfermedad de los tobillos.
A comienzos de junio llegó como secretario Jasper H. Livingston.
En junio de 1844 Isabel II, su hermana María Luisa y su madre María Cristina estuvieron en el balneario de La Puda de Montserrat y en Caldas de Montbui, en la provincia de Barcelona, donde ya habían estado en 1840. El 26 de junio Washington Irving fue a Barcelona a entregar a la reina dos cartas del presidente de los Estados Unidos: una de felicitación por el comienzo de su reinado y otra de condolencias por el fallecimiento de su tía, Luisa Carlota de Borbón-Dos Sicilias. Irving dejó a Livingston a cargo de la embajada. Fue acompañado por su asistente, Lorenzo. Por el camino, pasó por Aragón. Fue recibido en un antiguo palacio de Barcelona. Entregó las dos cartas a Isabel II y también tuvo una audiencia con María Cristina. Luego estuvo, con otros diplomáticos, en una cena en casa del cónsul de Brasil.
Decidió hacer una excursión a París. El 29 de julio Irving y Lorenzo embarcaron en Barcelona en el barco de vapor Villa de Madrid. Llegaron a Marsella el 30 de julio. Fueron a Aviñón, donde tomaron un vapor en el río Ródano, pasaron por Lyon y siguieron por el río hasta llegar a Chalon-sur-Saône, donde tomaron una diligencia a París. Luego fueron a Versalles, donde Irving pasó una semana con su sobrina Storrow y su familia. Tras esto, Irving y Lorenzo fueron a El Havre para visitar a Beasley, amigo de Irving y diplomático estadounidense. De El Havre, fueron el 21 de agosto en un barco de vapor a Londres, y desde allí fueron a Birmingham, donde Irving pasó tres semanas con su hermana y su familia. A su regreso a Madrid, pasó de nuevo por Francia, donde visitó al rey Luis Felipe en el Palacio de Saint-Cloud. También estaba con él su esposa, María Amelia de Borbón-Dos Sicilias, y su hermana, Adelaida Fue de París a Madrid, a donde arribó el 8 de noviembre. Ese mes estuvo en un acto público en el Palacio Real por el santo de Isabel II. En este acto público también estuvieron miembros de la Familia Real, otros diplomáticos, otra gente de la alta sociedad y el presidente Narváez.
A principios de 1845 estuvo en dos conciertos en el Palacio Real, junto con otros diplomáticos, la reina Isabel II y la Familia Real.
La Constitución de 1837 se consideraba una obra del partido progresista. Narváez y los moderados propusieron una reforma constitucional. Esta se realizó poniendo en común la posición moderada de Narváez, Pedro José Pidal y Luis José Sartorius, la conservadora autoritaria del marqués de Viluma, Pedro de Egaña y Juan Bravo Murillo, y la «puritana» (llamada así por la oposición radical a las arbitrariedades y el celo por la ley en una monarquía constitucional) de Joaquín Francisco Pacheco y Antonio de los Ríos Rosas. La nueva constitución se aprobó el 23 de mayo de 1845. Irving atendió al desarrollo y los debates de la reforma constitucional, conocedor de los conflictos que había habido en España entre liberales, absolutistas y el clero.
En Madrid, Irving entabló amistad con José Francisco Cavalcanti de Alburquerque, embajador de Brasil, caballero de la Orden de Cristo de Brasil, Gran Cruz de la Real Orden Americana de Isabel la Católica y miembro de la Real Orden de Carlos III, y con su familia.
El 23 de mayo Isabel II participó en la ceremonia de clausura de las Cortes. Luego Irving acudió, con otros diplomáticos, a una recepción en el Palacio Real. Ese día, Isabel II, su hermana María Luisa y su madre, María Cristina, se marcharon de nuevo a Barcelona. En verano, muchos diplomáticos en Madrid se iban de vacaciones a otros lugares de España o al extranjero. Irving decidió hacer otro viaje a París. Pasó por Tonneins y llegó a Burdeos, donde tomó un barco a Nantes. Luego se dirigió a Orleans, donde tomó un tren a París.
El presidente de los Estados Unidos se interesó por el litigio de la frontera de Oregón con los territorios británicos de Norteamérica. El embajador en el Reino Unido, Robert Milligan McLane, escribió a Irving a París invitándole para ayudar con este asunto. Irving se dirigió para esto a Londres, donde también escribió un artículo sobre el tema para hacer valer los derechos de los Estados Unidos ante el público británico. Llegó a Reino Unido a principios de 1846 y pasó un mes en ese país. Irving también aprovechó para visitar a su hermana y su familia en Birmingham.
Irving regresó a París, donde se despidió de su sobrina, Storrow, que iba a viajar a los Estados Unidos. Luego se dirigió a Madrid, donde ya estaba en marzo de 1846.
Narváez había sido presidente del Consejo de Ministros hasta febrero de 1846. Fue sucedido por Manuel Pando Fernández de Pinedo. El 16 de marzo Narváez volvió a ser presidente. Irving escribió que Narváez parecía ejercer el poder de forma absoluta. Las Cortes se habían disuelto y un decreto había dejado a la prensa bajo control. Fue sucedido el 5 de abril por Francisco Javier de Istúriz.
En abril tuvo lugar una sublevación contra Narváez en Galicia. Irving escribió al secretario de Estado, James Buchanan, el 18 de abril de 1846 sobre esta rebelión.
Poco después, fue informado de que el presidente James K. Polk había designado a Romulus M. Saunders como nuevo embajador en Madrid.
El 27 de abril Irving fue a un acto público con la Familia Real, con motivo del cumpleaños de María Cristina.
Irving se disgustó al ver que en la Gaceta de Madrid reproducían artículos ingleses donde se presentaba el asunto fronterizo de Oregón y la guerra contra Méjico de forma negativa para los Estados Unidos. Como la Gaceta de Madrid era del Gobierno de España, Irving protestó ante el presidente Istúriz. Este dijo que no sabía nada de esos artículos y que se encargaría de que eso no volviera a ocurrir en el futuro. Irving también discutió con el embajador británico en Madrid.
Saunders llegó en julio. Irving fue a una audiencia con Isabel II en el Palacio Real, para comunicarle que dejaba el cargo. Sus palabras fueron:

Señora:
Tengo el honor de entregar en las manos de Su Majestad una carta del presidente de los Estados Unidos, anunciando mi retirada del puesto de enviado extraordinario y ministro plenipotenciario en su Corte.
Estoy encargado por el presidente de los Estados Unidos de expresar, al entregar esta carta a Su Majestad, su constante y serio deseo de mantener las relaciones amigables que tan felizmente existen entre los dos países.
Por mi parte, puedo asegurarle a Su Majestad que yo llevaré conmigo en mi vida privada el mismo ardiente deseo del bienestar de España, y el mismo interés profundo en la fortuna y la felicidad de su joven reinado, que me ha movido durante mi carrera oficial; y ahora yo me despido de Su Majestad, deseándole, desde lo más profundo de mi corazón, una larga y feliz vida, y un reinado que pueda formar una gloriosa época en la historia de este país.

Isabel II le dio las gracias y le dijo que había contribuido mucho a las buenas relaciones entre los dos países. Francisco Javier de Istúriz y diplomáticos de otros países tuvieron con él también muestras de afecto en su despedida.

### Regreso a Estados Unidos

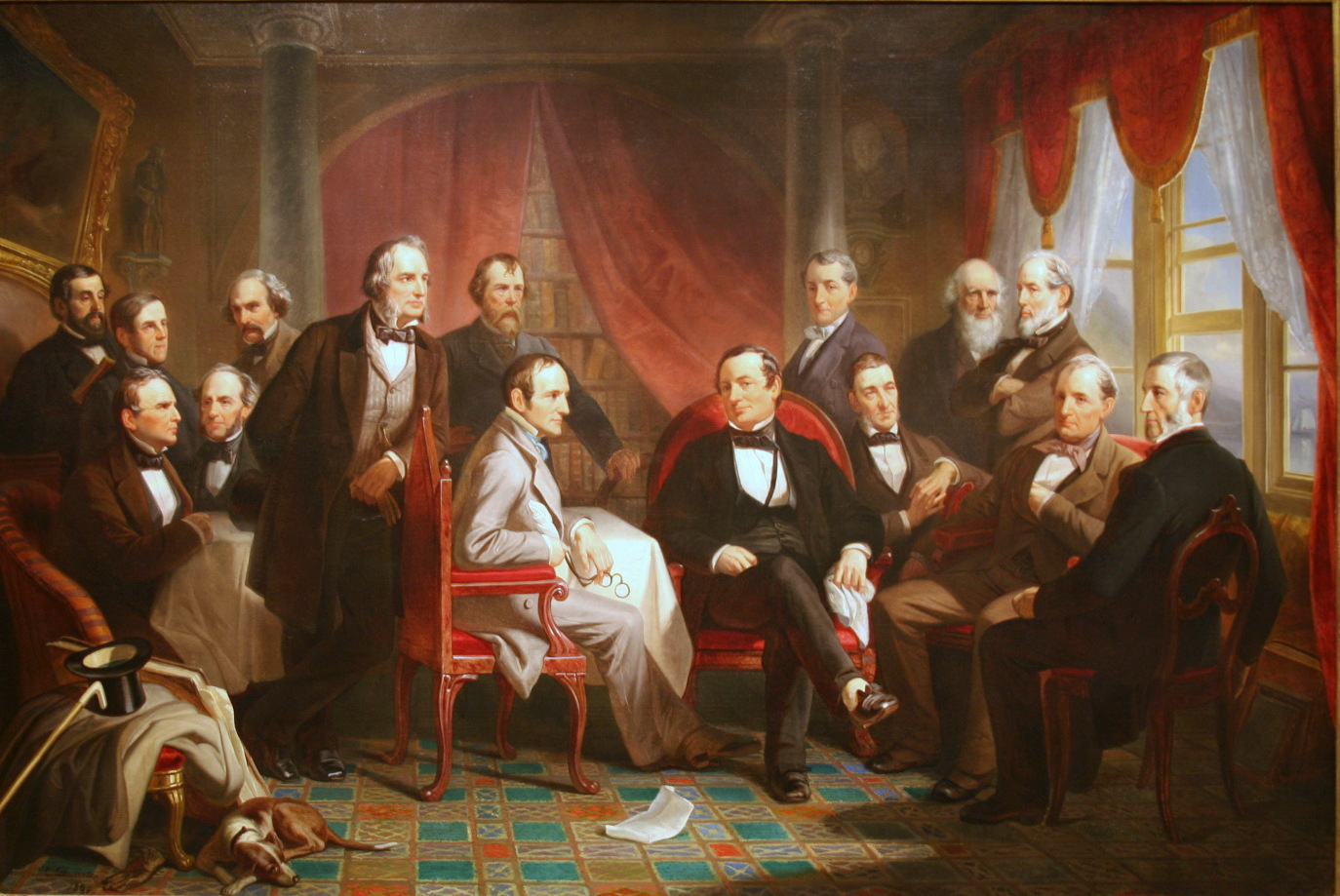
Washington Irving en Sunnyside, acompañado por otros escritores. De izquierda a derercha: Henry T. Tuckerman, William Gilmore Simms, Oliver Wendell Holmes, Fitz-Greene Halleck, Nathaniel Hawthorne, Henry Wadsworth Longfellow, Nathaniel Parker Willis, William H. Prescott, Washington Irving, James K. Paulding, Ralph Waldo Emerson, William Cullen Bryant, John P. Kennedy, James Fenimore Cooper y George Bancroft. En la parte superior derecha de la pared hay un busto de William Shakespeare. Christian Schussele. 1864.

Irving pasó por Francia y llegó al Reino Unido a mediados de agosto de 1846. A principios de septiembre embarcó en el transatlántico Cambria para Boston, Estados Unidos, a donde llegó el 18 de septiembre. Luego fue por tierra a Nueva York, donde tomó un barco el 19 de septiembre para Tarrytown, donde se encuentra Sunnyside.
Empezó a trabajar en una nueva edición de sus obras, que fueron publicadas por George Palmer Putnam. Para su publicación, Irving hizo un trato que indiciaba que recibiría un 12% del precio por el que se vendiera cada libro al por menor. Este acuerdo no tenía precedentes en aquel entonces. Continuó escribiendo regularmente. Publicó la biografía del escritor Oliver Goldsmith en 1849.
Irving publicó un libro titulado Vidas de Mahoma y sus sucesores en dos volúmenes en 1850. Irving había encontrado la obra La vida y hechos de Mahoma en la biblioteca la de Colegiata de San Isidro de Madrid, cuando estuvo en la ciudad en la década de 1820. Esta era una obra del autor árabe Ismael Abu-l-Fida de 1329, que fue traducida al latín por Jean Gagnier, de la Universidad de Oxford, y publicada en esa ciudad en 1723. Irving escribió entonces una breve biografía, pero no la llegó a publicar. En 1831 la corrigió e hizo una versión más extensa, pero tampoco llegó a publicarse. Continuó con esta labor cuando estuvo de embajador en Madrid. Entonces le fue de ayuda la biografía de Mahoma publicada en 1843 en Stuttgart, Alemania, por Gustav Weil, de la Universidad de Heidelberg.
Fue nombrado ejecutivo del emporio de John Jacob Astor en 1848. En 1849 fue nombrado el primer presidente de la Biblioteca Astor, una institución precursora de la actual Biblioteca Pública de Nueva York.
En 1855 editó Wolfert's Roost, una colección de historias y ensayos que había escrito para The Knickerbrocker, y otras publicaciones. Fue escogido miembro de la Academia Estadounidense de las Artes y las Ciencias en 1855.
También publicó la biografía del presidente George Washington, por el cual tenía ese nombre. Él esperaba que esta fuese su obra maestra. La obra se publicó en cinco volúmenes entre 1855 y 1859.
Irving viajaba regularmente a Mount Vernon y a Washington D. C. para documentarse, y se hizo amigo de los presidentes Millard Fillmore y Franklin Pierce.
Irving continuó socializando y manteniendo correspondencia y su popularidad era cada vez mayor. El senador William C. Preston le escribió: «No creo que algún hombre, en algún país, haya tenido más afecta admiración por él que la que te dan a ti en América». En 1859, Oliver Wendell Holmes Sr. escribió que Sunnyside se había convertido «en el siguiente Mount Vernon, la más conocida y más apreciada de todas las viviendas en nuestro territorio».
Entre las personas que conoció en Sunnyside estuvieron los escritores: Henry T. Tuckerman, William Gilmore Simms, Oliver Wendell Holmes Sr., Fitz-Greene Halleck, Nathaniel Hawthorne, el hispanista Henry Wadsworth Longfellow, Nathaniel Parker Willis, William H. Prescott, James K. Paulding, Ralph Waldo Emerson, William Cullen Bryant, John P. Kennedy, James Fenimore Cooper y George Bancroft.

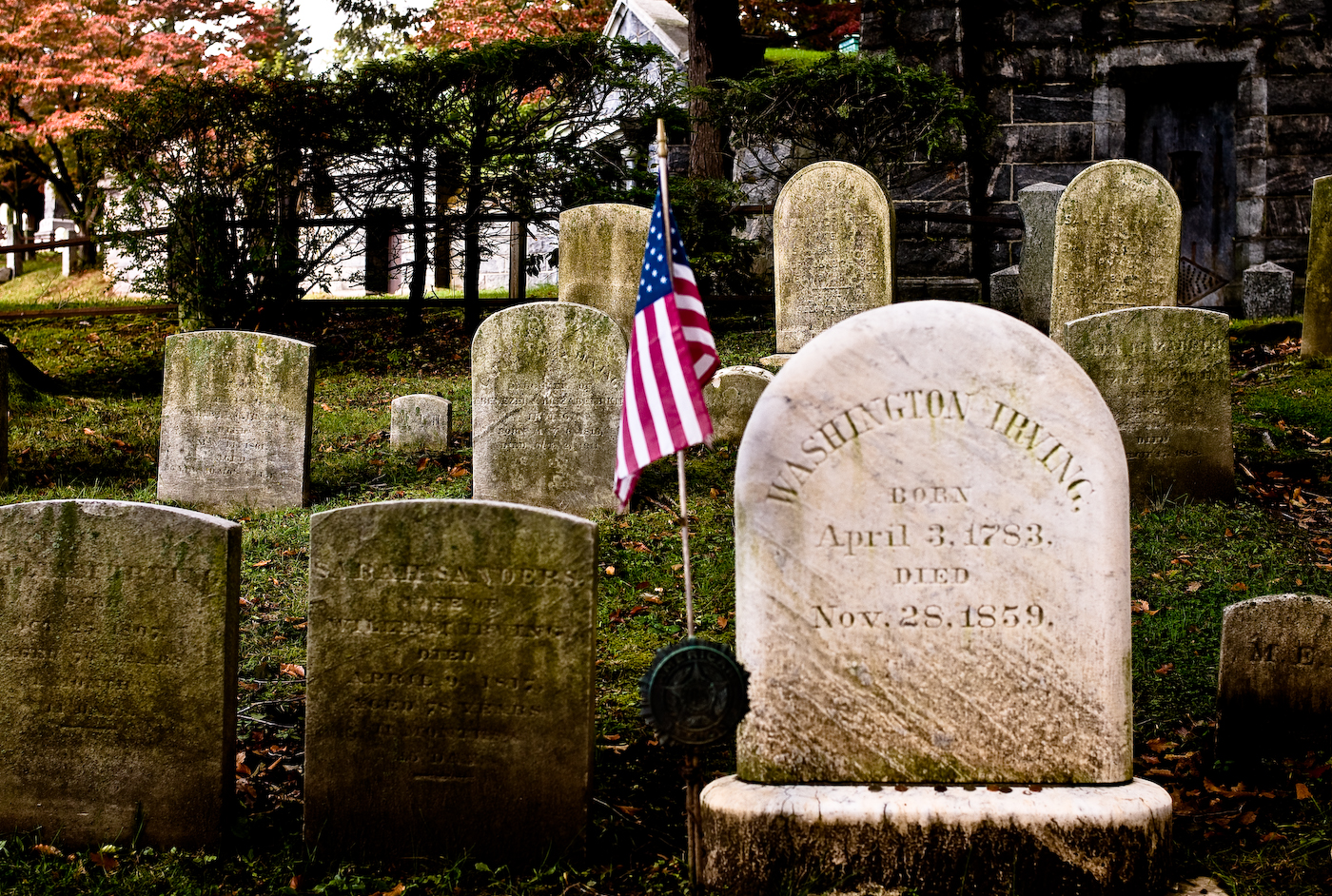
Lápida de Washington Irving. Cementerio de Sleepy Hollow. Estado de Nueva York.

Murió rodeado de su familia en Tarrytown el 28 de noviembre de 1859, en su mansión de Sunnyside, que ahora es museo y casa histórica. La noticia de la muerte de Irving se difundió ampliamente. La compañía de ferrocarril Hudson River Rail Road anunció el 30 de noviembre un tren especial para llevar a gente de Nueva York a Tarrytown para participar en el funeral al día siguiente. El 1 de diciembre todas las tiendas de Tarrytown cerraron a las 11 de la mañana. Casas de particulares pusieron escarapelas y estandartes negros en señal de luto. Los colegios cerraron ese día. La ciudad se llenó de carruajes y carros de granjeros de lugares cercanos. El tren de Nueva York llegó a las 12:30. Se juntó una multitud de unas dos mil personas. Una multitud contempló el traslado del ataúd abierto de Irving, seguido por un cortejo fúnebre donde al principio solo hubo carruajes de familiares y amigos cercanos, y al que luego se unieron otros carruajes que habían acudido para ello. Llegaron hasta la Iglesia de Cristo, que se llenó de público, y muchas de las personas tuvieron que quedarse fuera. Posteriormente, el ataúd fue trasladado, junto con su cortejo fúnebre, para el entierro en el Cementerio de Sleepy Hollow.

## Legado literario

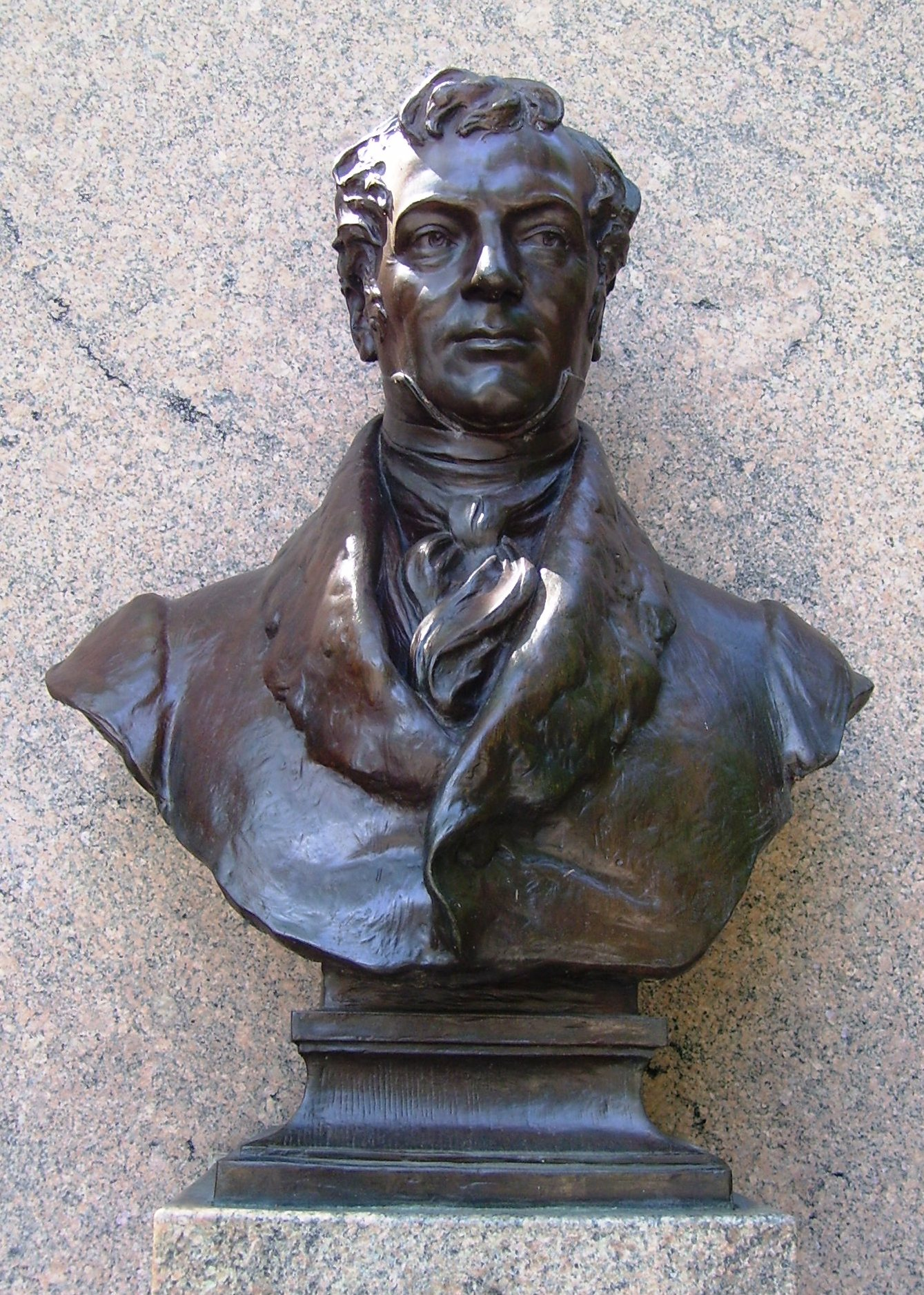
Busto de Washington Irving en Irvington, Estado de Nueva York.

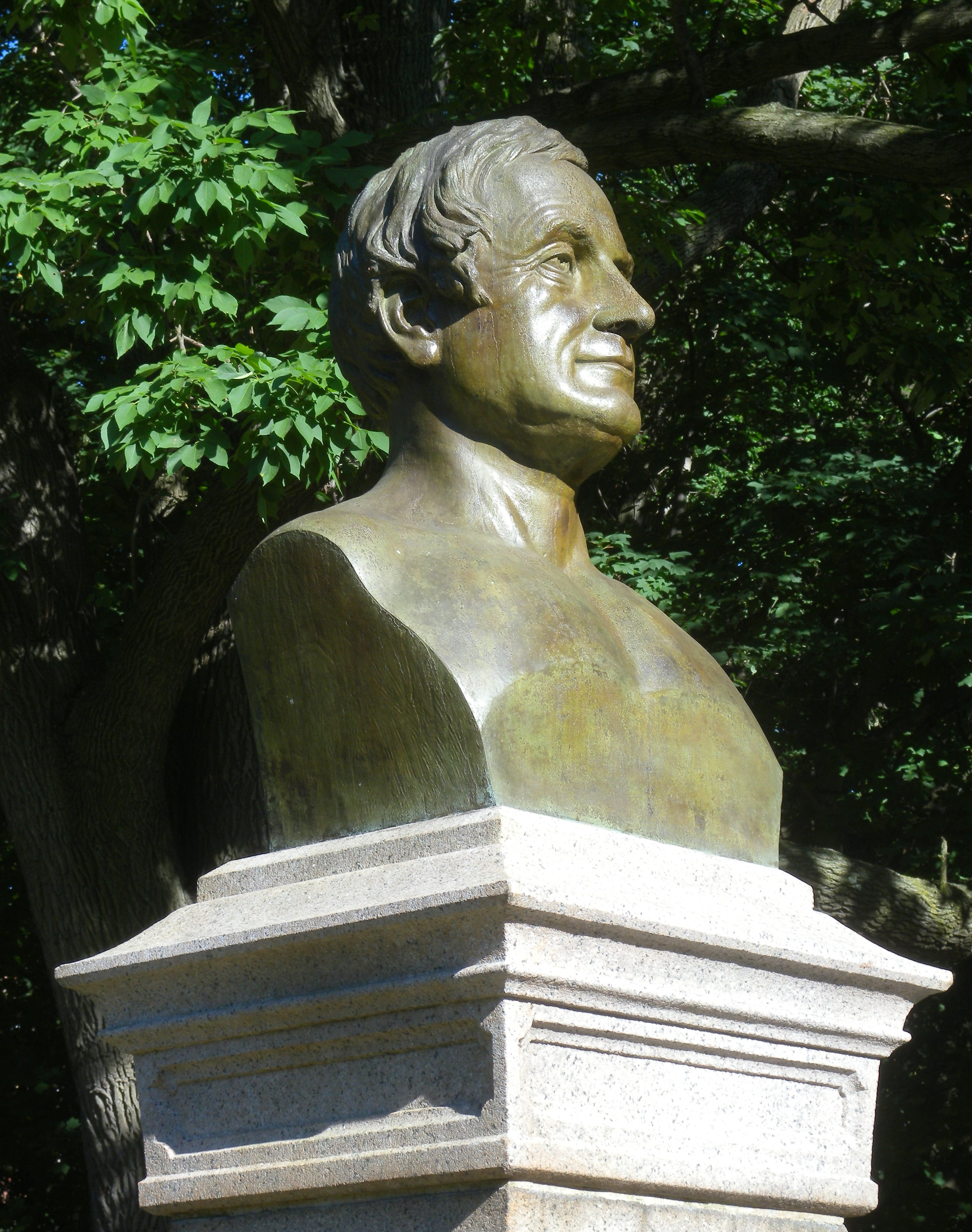
Busto de Washington Irving en Brooklyn.

Washington Irving es el primer escritor estadounidense que llegó a vivir solamente de sus escritos. Henry Wadsworth Longfellow escribió sobre su papel en la literatura estadounidense, en diciembre de 1859: «Nos sentimos orgullosos de su renombre como autor, sin olvidar que, a sus otros reclamos sobre nuestra gratitud, se agrega también el de haber sido el primero en ganar para nuestro país un nombre honorable y un puesto en la Historia de las Letras».
Irving perfeccionó el modo de escribir cuentos cortos en Estados Unidos y fue el primer escritor estadounidense en lanzar sus historias con firmeza en los Estados Unidos, incluso cuando tenían influencias de las historias tradicionales alemanas y neerlandesas. También es uno de los primeros que escribió de forma común sin que fuesen historias con moralejas o didácticas, sino simple entretenimiento. También dio ánimos a jóvenes escritores. George William Curtis escribió: «no hay un joven aspirante a escritor en el país, que, habiendo conocido alguna vez a Irving en persona, no haya escuchado de él las palabras más agradables de simpatía, respeto y apoyo».
Edgar Allan Poe consideraba que se debería dar crédito a Irving por haber sido un innovador, pero que sus escritos en sí mismos a menudo no eran sofisticados. «Está muy sobrevalorado», escribió Poe en 1838, «y se podría establecer una buena distinción entre su reputación justa y su reputación subrepticia y adventicia, entre lo que se debe únicamente al pionero y al escritor». En una crítica para el New-York Mirror escribió: «Ningún hombre en la República de las Letras ha estado más sobrevalorado que el Sr. Washington Irving». Algunos críticos afirmaron que Irving atendía a las sensibilidades británicas y un crítico le acusó de escribir para Inglaterra, en lugar de para su propio país.
Otros críticos apoyaron el estilo de Irving. William Makepeace Thackeray fue el primero en referirse a Irving como «embajador de las Letras que el Nuevo Mundo envía al Viejo», lo que también fue considerado así por otros críticos en los siglos XIX y XX. El crítico H. R. Hawless escribió en 1881: «es casi el primero de los escritores estadounidenses» y «aunque pertenece al Nuevo Mundo, hay una cantidad de Viejo Mundo en él». Los primeros críticos tenían problemas para separar al hombre del escritor. Uno de sus primeros biógrafos, Richard Henry Stoddard, escribió: «La vida de Washington Irving fue una de las más brillantes jamás llevadas por un autor». Críticos posteriores, sin embargo, empezaron a revistar sus escritos como si tuvieran un estilo carente de substancia. El crítico Barrett Wendell escribió: «el hombre no tenía mensaje».

## En la cultura popular
El seudónimo que utilizó para su obra sobre Nueva York fue Diedrich Knickerbocker. La palabra «knickerbocker» hace referencia a un pantalón usado por los colonos neerlandeses. El apodo Knickerbocker es generalmente asociado a los neoyorkinos. Este ha sido el nombre del equipo de béisbol profesional Knickerbockers y del equipo de baloncesto profesional New York Knickerbockers, abreviado como los New York Knicks.
Washington Irving usó la palabra «Gotham» para referirse a Nueva York en Salmagundi en febrero de 1807. En febrero de 1941 el escritor Bill Finger le puso este nombre a la ciudad ficticia del superhéroe Batman. Bill Finger dijo que se le ocurrió porque encontró un negocio llamado Joyería Gotham en una guía de teléfonos de Nueva York.
En una edición revisada de 1812 de Una historia de Nueva York, escribió sobre un sueño en el que san Nicolás iba en un carro volador por encima de los árboles. Esta escena se aplicó a Santa Claus. En sus cinco historias navideñas de El libro de bosquejos, Irving mostraba una versión idealizada de las costumbres para celebrar la Navidad en una pintoresca mansión inglesa, que él había vivido cuando estaba en el Reino Unido, y que ya habían sido abandonadas por muchos. Él consultó el texto La vindicación de la Navidad (Londres, 1652) para escribir sobre estas antiguas tradiciones navideñas inglesas. Su obra contribuyó a la forma de celebrar la Navidad en los Estados Unidos.
El pintor estadounidense John Quidor basó muchas de sus pinturas en bosquejos de las obras de Irving sobre el Nueva York neerlandés, incluyendo cuadros como Ichabod Crane Flying de el jinete sin cabeza (1828), El regreso de Rip Van Winkle (1849) y El jinete sin cabeza persiguiendo a Ichabod Crane (1858).
La esfericidad de la Tierra fue motivo de debate en la Edad Antigua. En su biografía de Colón, que es novelada, Irving afirma que Colón, antes de realizar su viaje, tuvo que defender ante los académicos de Salamanca que la tierra era redonda. Esto ha sido enseñado así en ocasiones. El hecho es que los académicos de Salamanca del siglo XV sabían que la tierra era redonda. Sin embargo, Colón decía que la esfera terrestre medía 30 000 km cuando ya se sabía que rondaba los 40 000 km. Este y otros errores en los planteamientos de Colón hicieron que los expertos considerasen el viaje inviable por la gran distancia a recorrer para llegar a Asia con los medios de la época. Treinta años después, en el contexto de la expansión marítima española, Juan Sebastián Elcano llevó a cabo la primera demostración empírica de la esfericidad de la tierra cuando dio la primera vuelta al mundo en 1522.
Se han realizado tres películas en Estados Unidos sobre su obra de Sleepy Hollow: El jinete sin cabeza (Edward D. Venturini, 1922); La leyenda de Sleepy Hollow (Clyde Geronimi y Jack Kinney, 1948), que es una película de animación de Disney; y Sleepy Hollow (Tim Burton, 1999).
También se realizó una película de animación española de Juan Bautista Berasategui sobre una historia de Cuentos de la Alhambra, titulada Ahmed, príncipe de la Alhambra (1998). El mismo director realizó otra película de animación sobre Washington Irving y el ruso Dolgoruki en la Alhambra, titulada El embrujo del sur (2002).

## Homenajes

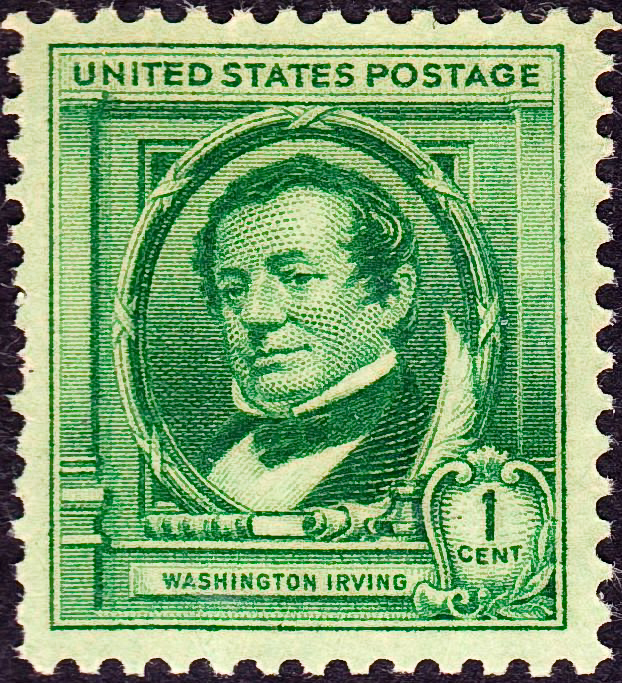
Sello de Washington Irving de 1940.

El pueblo de Dearman, Nueva York, cambió su nombre a Irvington en 1854 en honor a Washington Irving, que vivió en la cercana villa de Sunnyside, que se conserva como un museo.
En 1871 se puso un monumento a Washington Irving en el Parque Prospect de Brooklyn, Nueva York.
La ciudad de Knickerbocker, Texas, fue fundada por dos sobrinos de Irving, que la llamaron así en honor del seudónimo literario de su tío.
La ciudad de Irving de Texas y la ciudad de  Irvington de Nueva Jersey llevan este nombre por Washington Irving.
La calle Irving de San Francisco y la calle Irving de Birmingham, Alabama, se llaman así por él.
El Parque Irving de Chicago también se llama así por este escritor.
En Honesdale, Pensilvania, hay un lugar llamado Irving Cliff por él.
La ciudad de Bracebridge de Ontario, Canadá, se llama así por su obra Bracebridge Hall.
En 1914 se puso una placa dedicada a Washington Irving en la Alhambra.
En 1925 se inauguró una placa conmemorativa de bronce con su efigie, realizada por el escultor Mariano Benlliure, en el Callejón del Agua del barrio Santa Cruz de Sevilla.
En 1965 se situó otra placa en la esquina de la calle Palacios con San Bartolomé de El Puerto de Santa María.
En 1860 se inauguró un hotel en Granada llamado Washington Irving. Fue el hotel más moderno en el siglo XIX en Granada. Entre 1999 y 2016 estuvo cerrado, reabriendo como hotel de 5 estrellas con Eurostars Hotels Company. En 2021 pertenecía a la marca Áurea del Grupo Hotusa.
En 2009 se inauguró una estatua de este escritor, realizada por Julio López Hernandez, en los Bosques de la Alhambra.
En 2020 se inauguró otra estatua de este escritor en La Rábida.

## Ruta de Washington Irving

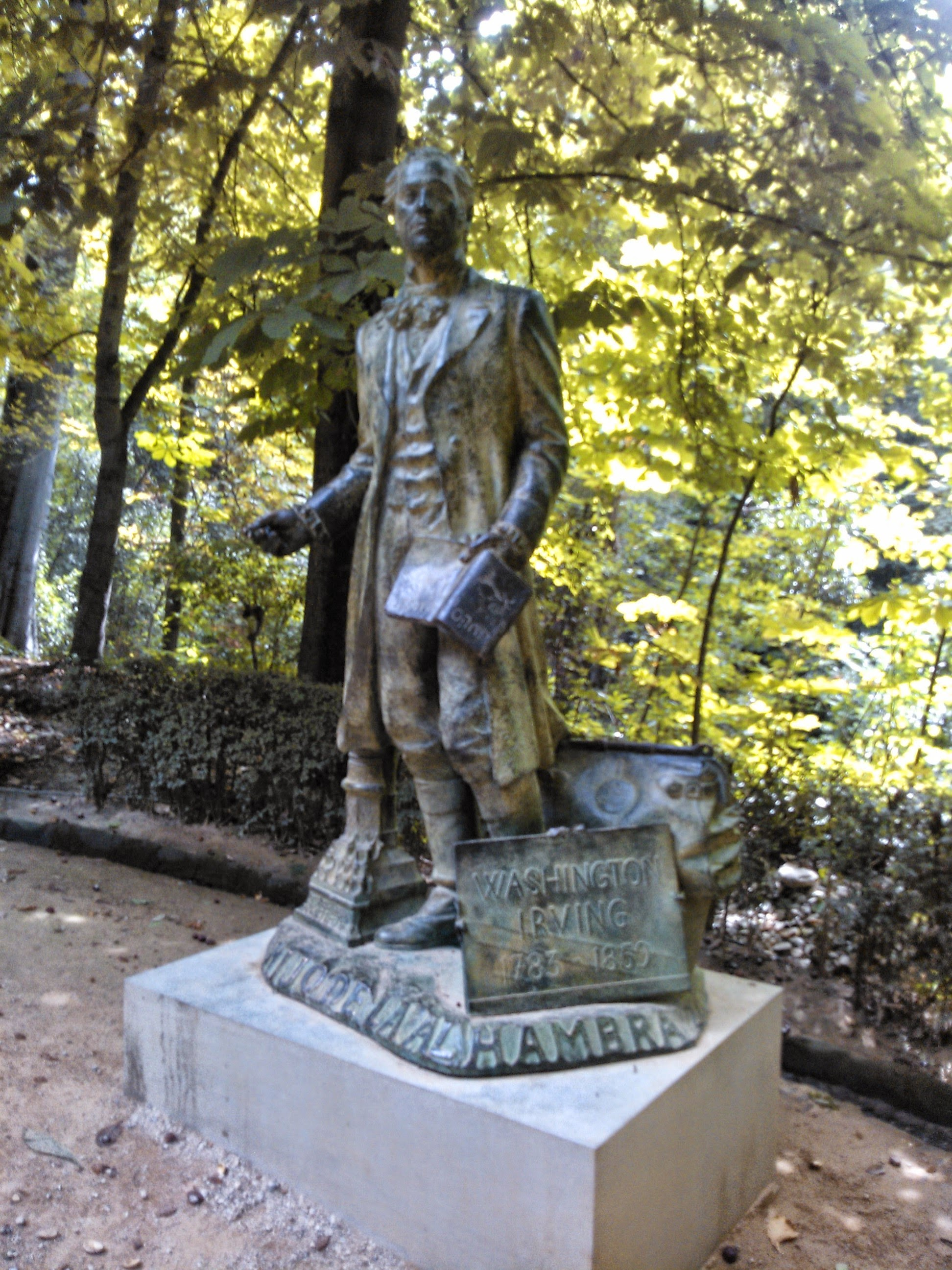
Estatua de Washington Irving en el Bosque de la Alhambra

En el año 2000 la Junta de Andalucía elaboró una recorrido turístico con el nombre de Ruta de Washington Irving. Era de unos 250 km. inicialmente, haciéndose en los alrededores de la autovía A-92
Ruta Sevilla-Granada: 
- Sevilla, Alcalá  de  Guadaíra, Arahal, Carmona, Écija, Marchena, Osuna,  Estepa,  La  Roda  de  Andalucía,  Fuente  de  Piedra, Humilladero, Mollina, Antequera, Archidona, Loja, Alhama de Granada, Huétor Tájar, Moraleda de Zafayona, Montefrío, Íllora, Chauchina, Fuente Vaqueros, Santa Fe y Granada.

El 23 de marzo de 2016 el Parlamento Andaluz aprobó la inclusión en la ruta a los Lugares Colombinos de la provincia de Huelva, lugares que visitó Washington Irving en 1828, así como los municipios por los que se pasa cuando uno se dirige a estos enclaves desde Sevilla.
Ruta Huelva-Sevilla: 
- La Rábida, Palos de la Frontera, Moguer, Niebla, Villarrasa, La Palma del Condado, Villalba del Alcor, Sanlúcar la Mayor y Sevilla.

## Obras
| Título | Fecha de publicación    | Nombre con el que la firmó                               | Género literario               |
| --- | ----------------------- | -------------------------------------------------------- | ------------------------------ |
| Cartas de Jonathan Oldstyle | 1802                    | Jonathan Oldstyle                                        | Epistolar                      |
| Salmagundi | 1807–1808               | Launcelot Langstaff, Will Wizard                         | Sátira                         |
| Una historia de Nueva York | 1809                    | Diedrich Knickerbocker                                   | Sátira                         |
| El libro de bosquejos de Geoffrey Crayon, Gent.                                                                                           | 1819–1820               | Geoffrey Crayon                                          | Cuentos cortos y ensayos       |
| Bracebridge Hall | 1822                    | Geoffrey Crayon                                          | Cuentos cortos y ensayos       |
| Historias de un viajero | 1824                    | Geoffrey Crayon                                          | Cuentos cortos y ensayos       |
| Una historia de la vida y viajes de Cristóbal Colón                                                                                       | 1828                    | Washington Irving                                        | Biográfico e histórico         |
| Crónica de la Conquista de Granada | 1829                    | Fray Antonio Agapida                                     | Historia romántica             |
| Viajes y descubrimientos de los compañeros de Colón                                                                                       | 1831                    | Washington Irving                                        | Historia romántica             |
| Cuentos de la Alhambra | 1832                    | «El autor de El libro de bosquejos»                      | Relatos breves y viajes        |
| La miscelánea de Crayon (compuesto por Un viaje en las praderas, Abbotsford y la Abadía de Newstead y Leyendas de la Conquista de España) | 1835                    | Geoffrey Crayon                                          | Relatos breves                 |
| Astoria | 1836                    | Washington Irving                                        | Biográfico e histórico         |
| Las aventuras del capitán Bonneville | 1837                    | Washington Irving                                        | Biografía e historia romántica |
| La vida de Oliver Goldsmith | 1840 (revisada en 1849) | Washington Irving                                        | Biografía                      |
| Biografía y retales poéticos del difunto Margaret Miller Davidson                                                                         | 1841                    | Washington Irving                                        | Biografía                      |
| Mahoma y sus sucesores | 1849                    | Washington Irving                                        | Biografía e historia           |
| Wolfert's Roost | 1855                    | Geoffrey Crayon Diedrich Knickerbocker Washington Irving | Biografía                      |
| La vida de George Washington (5 volúmenes)                                                                                                | 1855–1859               | Washington Irving                                        | Biografía                      |

Entre 1860 y 1861 se editaron las obras más importantes de Irving en 21 volúmenes.